# Benedicto XVI
Benedicto XVI (en latín: Benedictus PP. XVI), de nombre secular Joseph Alois Ratzinger (Marktl, 16 de abril de 1927-Ciudad del Vaticano, 31 de diciembre de 2022), fue el 265.º papa de la Iglesia católica y el séptimo soberano de la Ciudad del Vaticano, desde el 19 de abril de 2005 hasta su renuncia el 28 de febrero de 2013.
Es considerado un teólogo importante de los siglos XX y XXI y antes de su elección al papado tuvo una influencia considerable en la política eclesiástica durante el pontificado de Juan Pablo II. Ordenado sacerdote en 1951 en su natal Baviera, se embarcó en una carrera académica y se estableció como un teólogo de gran prestigio a finales de la década de 1950. Comenzó a ser conocido en su competencia intelectual al participar en el Concilio Vaticano II como asesor teológico del cardenal Josef Frings. Tras una larga carrera como profesor de teología en varias universidades alemanas, fue nombrado arzobispo de Múnich y Frisinga y creado cardenal por el papa Pablo VI en 1977, una promoción inusual para alguien con poca experiencia pastoral. En 1981 fue llamado a Roma para ser prefecto de la Congregación para la Doctrina de la Fe (uno de los dicasterios más importantes de la Curia romana) por el papa Juan Pablo II, quien años más tarde le nombró decano del Colegio Cardenalicio y, como tal, cardenal-obispo de Ostia en 2002.
Como cardenal de la Iglesia, estuvo en tres cónclaves: el de agosto de 1978, el de octubre del mismo año y el de 2005, que resultó en su elección como papa.
Sus escritos fueron prolíficos y, en general, defendieron la doctrina, los valores y la liturgia católica tradicionales. Originalmente fue un teólogo liberal, pero adoptó puntos de vista conservadores después de 1968. Durante su papado, abogó por un retorno a los valores cristianos fundamentales para contrarrestar la creciente secularización de muchos países occidentales. Consideraba que la negación de la verdad objetiva por parte del relativismo, y la negación de las verdades morales en particular, eran el problema central del siglo XXI. También revivió varias tradiciones y permitió un mayor uso de la misa tridentina. Fortaleció la relación entre la Iglesia católica y el arte, promovió el uso del latín y reintrodujo vestimentas papales tradicionales.
El 28 de febrero de 2013 renunció al papado alegando una «falta de fuerza mental y física» debido a su avanzada edad. Asumió entonces el título de papa emérito, que conservó hasta su fallecimiento, con la intención de dedicarse a la oración y al estudio, mientras que su tratamiento siguió siendo el de Su Santidad. Su renuncia fue anunciada por él mismo el 11 de febrero, y supuso una decisión excepcional en la historia de la Iglesia, ya que, si bien el sumo pontífice más próximo que renunció al papado fue Gregorio XII (1415), el precedente de Celestino V (1294) es el único del que puede asegurarse que fue de forma libre y voluntaria.
Tras su renuncia, se celebró el cónclave en el que resultó elegido como romano pontífice el cardenal Jorge Mario Bergoglio, arzobispo de Buenos Aires, que tomó el nombre de Francisco.
Hablaba diez idiomas, de los que dominó por lo menos seis: alemán, italiano, francés, latín, inglés y español. Además, leía el griego antiguo y el hebreo. Fue miembro de varias academias científicas de Europa. Recibió ocho doctorados honoris causa de diferentes universidades y numerosos premios y distinciones a lo largo de su vida. Fue un experto pianista; su compositor favorito era Mozart. Fue el sexto papa alemán desde Víctor II y el más longevo de la historia. La revista Time llegó a incluirlo en la lista de las cien personas más influyentes del mundo.
Falleció la mañana del 31 de diciembre de 2022, a los 95 años de edad, en el monasterio Mater Ecclesiae, situado en la Ciudad del Vaticano, al que había hecho su residencia tras su renuncia al pontificado. Su funeral tuvo lugar el 5 de enero de 2023, presidido por su sucesor el papa Francisco en la plaza de San Pedro, tras el cual fue sepultado en las grutas vaticanas, justamente en el mismo lugar donde había estado enterrado su predecesor Juan Pablo II.

## Infancia y adolescencia

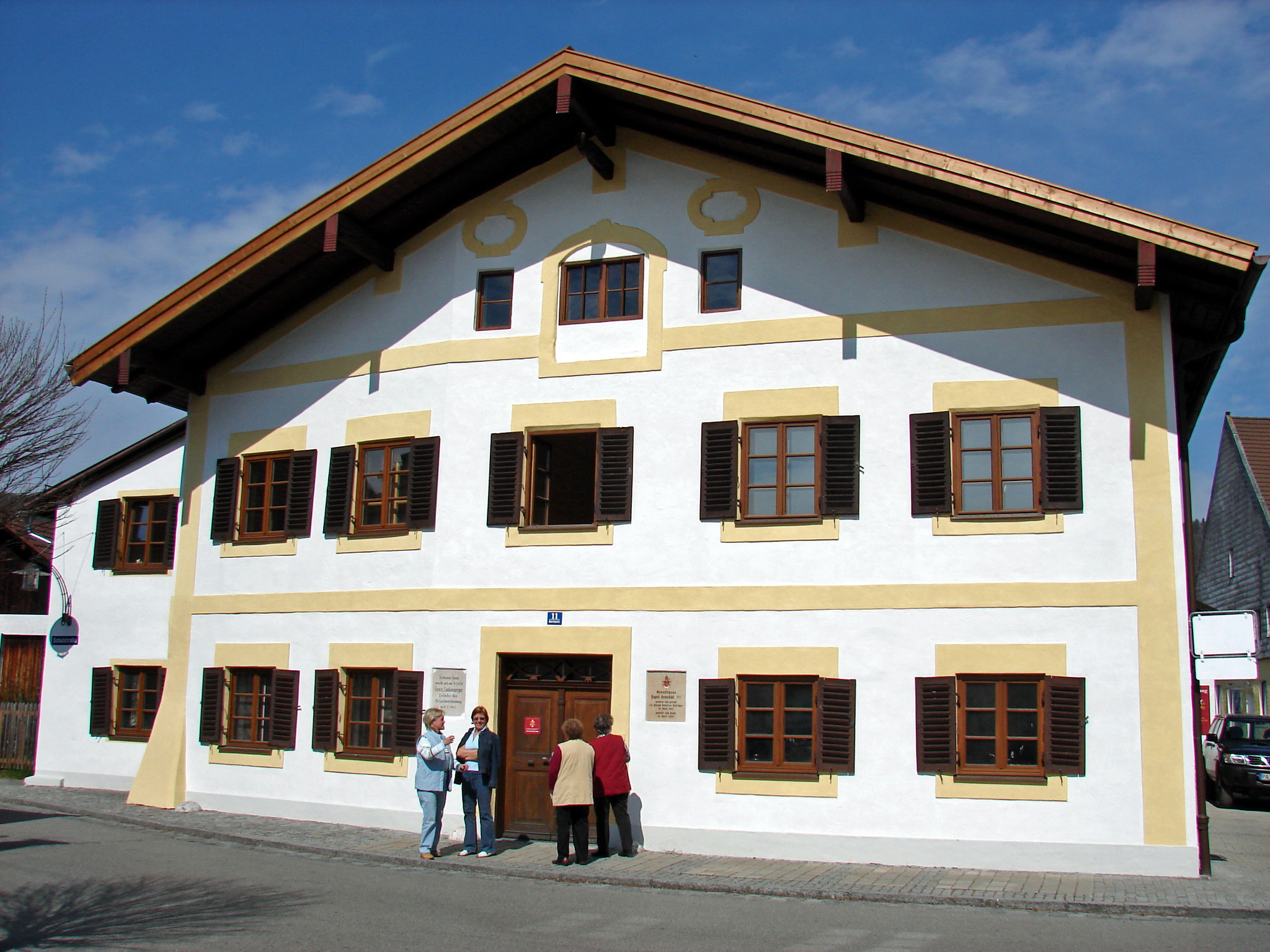
Antigua comisaría y vivienda del gendarme en Marktl am Inn, casa natal de Benedicto XVI.

Joseph Aloisius Ratzinger nació el 16 de abril de 1927 en Marktl am Inn (Baviera), en el territorio de la diócesis de Passau. Su padre, Joseph Ratzinger (1877-1959), un comisario de la gendarmería, provenía de una modesta familia de agricultores de la Baja Baviera. Su madre, María Rieger (1884-1963), que trabajó a temporadas como cocinera, era hija de artesanos de Rimsting, aunque de familia proveniente de Italia.
El matrimonio tuvo tres hijos; Joseph Aloisius fue el tercero. Su hermano Georg Ratzinger (1924-2020) fue también sacerdote. Su hermana Maria Ratzinger (1921-1991), franciscana seglar que nunca se casó, administró hasta su muerte la casa del cardenal. 
Se trataba de una familia muy religiosa que vivía una piedad tradicional. Joseph Ratzinger fue bautizado el día que nació, un Sábado Santo, con el agua recién bendecida en la Vigilia pascual, que se celebraba ya en la mañana del sábado antes del Domingo de Pascua.
Como policía, el padre de Ratzinger fue trasladado con frecuencia. Dos años después de su nacimiento, el 11 de julio de 1929, la familia se mudó a Tittmoning y el 5 de diciembre de 1932 se mudó a Aschau am Inn. En esta ciudad el niño Joseph recibió por primera vez la comunión, el 15 de marzo de 1936, y comenzó a ayudar como monaguillo en la celebración de la eucaristía. También aquí la familia vivió el fortalecimiento del nacionalsocialismo y el ascenso de Hitler al poder. Creció la presión sobre el padre de Ratzinger, pues se había resistido a afiliarse al partido estatal a pesar de ser, como gendarme, servidor del Estado y jefe de una comisaría.

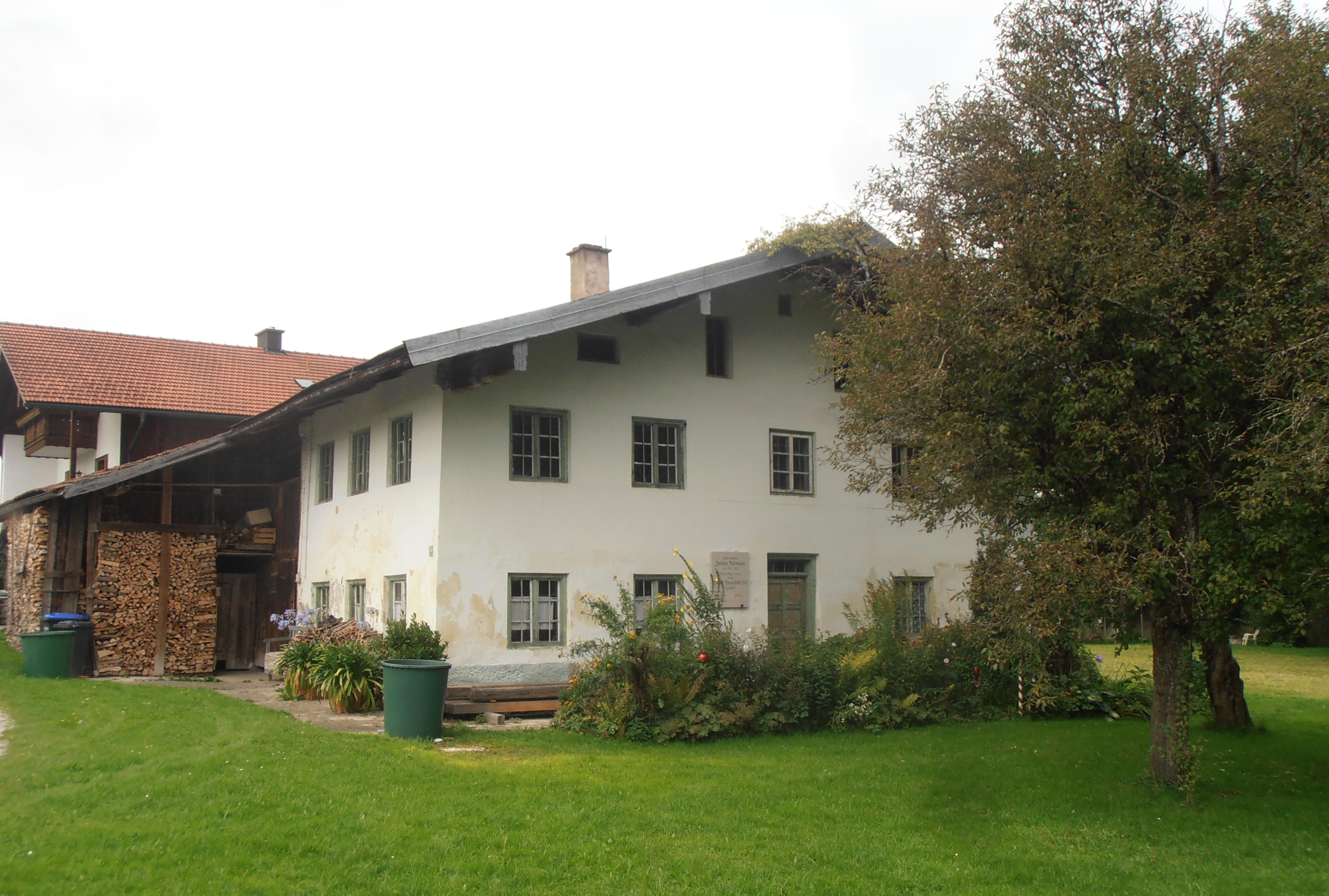
Casa de los Ratzinger en Hufschlag, donde vivieron desde 1937.

Tras jubilarse en abril de 1937, el padre de Ratzinger se mudó con su mujer y sus hijos a una pequeña granja en Hufschlag, cerca de Traunstein, comprada en 1933, buscando un lugar más apartado y seguro, ante el temor de que Hitler comenzara una guerra. Este lugar fue recordado por Ratzinger como el «verdadero hogar». Allí recibió el sacramento de la confirmación y empezó a destacar en el instituto de secundaria como uno de los mejores alumnos.
Tras la jubilación del padre, la madre de Ratzinger comenzó a trabajar como cocinera en Reit im Winkl. Por entonces la situación económica familiar era difícil, pues debían costear los gastos escolares de los tres hijos. Como la familia no podía permitirse que todos sus hijos estuvieran en internados, Ratzinger tuvo que posponer durante dos años su ingreso en el seminario menor.
El 16 de abril de 1939, justo el día en que cumplió 12 años, Ratzinger ingresó interno en el Seminario menor de San Miguel, en Traunstein. Él afirmó que la vocación al sacerdocio creció en él con toda naturalidad, sin espectaculares vivencias, aunque muy influida por su cada vez mayor inmersión en liturgia de la Iglesia.
En 1941, el joven Ratzinger fue admitido como congregante mariano tal y como reconoció en un discurso ante la Congregación Mariana masculina de Ratisbona, setenta años después : «Nosotros fuimos admitidos en la Congregación, pero poco después comenzó la guerra contra Rusia; el seminario fue disuelto, y la Congregación ya había sido dispersada a los cuatro vientos». 
El seminario, como la Iglesia católica, era una institución vista con recelo por los nazis. Si bien hasta entonces había podido resistirse a las presiones del régimen, tras el estallido de la Segunda Guerra Mundial los militares requisaron las dependencias del internado y lo convirtieron en un hospital militar. Los seminaristas fueron distribuidos en instituciones y Ratzinger tuvo que continuar su formación en la antigua escuela femenina de las Madres irlandesas de Mary Ward en Sparz, cercana de Traunstein, que había sido cerrada tiempo atrás por los nazis. Esta escuela sería requisada al poco tiempo, y los seminaristas expulsados de allí. Ante la falta de alternativas, el rector del seminario los mandó a casa, por lo que los hermanos Ratzinger debían acudir cada día desde la vivienda familiar al instituto para continuar sus estudios.

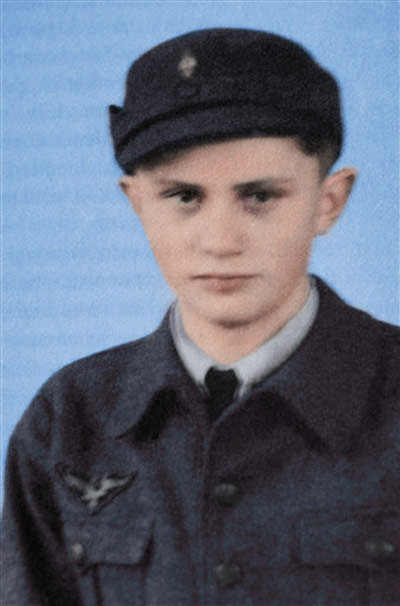
El joven Ratzinger durante su servicio militar.

En 1943 un decreto del régimen dispuso la movilización forzosa de los alumnos de secundaria como ayudantes de las baterías antiaéreas, por lo que los seminaristas de Traunstein fueron militarizados y llamados a filas. Con dieciséis años, Ratzinger fue destinado a la defensa de la fábrica de BMW en las inmediaciones. Tras pasar también por Natters y Gilching, en 1944 Ratzinger es licenciado como ayudante de baterías antiaéreas y destinado al Servicio de Trabajo del Reich en Deutsch Jahrndorf, Austria, en la construcción de barreras antitanque y trincheras. Tras unos meses, los trabajos fueron suspendidos y Ratzinger regresó a casa. Para su sorpresa, no fue llamado al frente a pesar de estar cada vez más cerca. Después del curso de adiestramiento en Traunstein, fue trasladado varias veces de guarnición, siempre en los alrededores.
La deserción se castigaba con la pena de muerte; soldados de la SS habían ahorcado a quienes abandonaban su tropa. Pese a esto, a finales de abril o principios de mayo de 1945, Ratzinger tomó la decisión de volver a casa. Allí sería hecho prisionero de guerra por los soldados estadounidenses, que el 7 de mayo llegaron a Hufschlag, y conducido a un campo para prisioneros en Bad Aibling primero, y en Ulm después. Permaneció hasta el 19 de junio, fecha en que fue puesto en libertad y marchó a su hogar. A las pocas semanas, regresaría su hermano Georg.
Ratzinger reconocería que el terror de los nazis influyó en la decisión sobre qué rumbo tomar en su trayectoria. Frente al «imperio del ateísmo y la mentira que representaba el nacionalsocialismo», en la fe de sus padres había encontrado una confirmación de que el catolicismo era un baluarte de la verdad y la justicia.

## Formación posterior
Después de ser puesto en libertad, en cuanto alumno del seminario menor, entonces situado en Traunstein, hizo su examen de bachillerato en el Chiemgau-Gymnasium (Instituto Chiemgau) en Traunstein.
Desde 1946 hasta 1951 Ratzinger estudió teología católica y filosofía en la Escuela Superior de Filosofía y Teología de Frisinga, así como en el Ducal Georgianum de la Universidad de Múnich, cuya formación teológica estaba por aquel entonces muy influida por el movimiento bíblico, litúrgico y ecuménico del tiempo entre las dos Guerras Mundiales. Era fundamental el estudio bíblico, y en especial el método histórico-crítico.
Según sus palabras, las mayores influencias filosóficas, después de un periodo de interés por el neo-Kantismo, fueron las obras de Gertrud von le Fort, Ernst Wiechert, Elisabeth Langgässer, Theodor Steinbüchel, Martin Heidegger y Karl Jaspers. También se refiere a Fiódor Dostoyevski como una influencia literaria. En cuanto a los Padres de la Iglesia, estudió con interés a san Agustín de Hipona. Respecto de los escolásticos, su interés se centró en san Buenaventura.

## Carrera académica
En 1952 fue nombrado para dar clases en el Seminario de Freising.
El inicio de su vida académica no estuvo exento de disgustos. Luego de convertirse  en doctor en teología en 1953, elaboró una tesis sobre san Buenaventura para conseguir la habilitación para la enseñanza en Alemania y su primer escrito le fue devuelto en 1954 con una severa crítica del profesor Michael Schmaus, quien consideraba que el trabajo era modernista. Sus enfoques empezaban a romper esquemas tradicionales de la época, lo que le ocasionaba alguna incomprensión y dificultad.
Ratzinger ingresó como profesor en la Universidad de Bonn en 1959; su conferencia inaugural fue acerca de «el Dios de la fe y el Dios de la filosofía». En 1963 se fue a la Universidad de Münster, donde al dar su conferencia inaugural ya era bien conocido como teólogo. En el Concilio Vaticano II, sirvió como asesor teológico del cardenal Josef Frings de Colonia, y luego trabajó por defender el Concilio en sus distintos documentos, incluyendo Nostra Aetate, el documento que habla acerca del respeto hacia otras religiones y sobre el derecho a la libertad religiosa. Fue visto durante el tiempo del Concilio como un reformista convencido.
Ratzinger admitió que era admirador de Karl Rahner, un teólogo académico bien conocido por su «Nueva Teología», que estaba a favor de la reforma de la Iglesia y proponía nuevas ideas teológicas; pero, a pesar del acuerdo en muchos puntos y aspiraciones, Ratzinger se dio cuenta de que Rahner y él vivían, desde el punto de vista teológico «en dos planetas diferentes» pues la Teología de Rahner estaba caracterizada por la tradición escolástica de Suárez y de su nueva versión a la luz del idealismo alemán y de Heidegger, en la que las Escrituras y los Padres no jugaban un papel importante y en que la dimensión histórica era de escasa importancia. En cambio, la formación de Ratzinger estaba marcada por las Escrituras y por los Padres de la Iglesia, por un pensamiento esencialmente histórico.

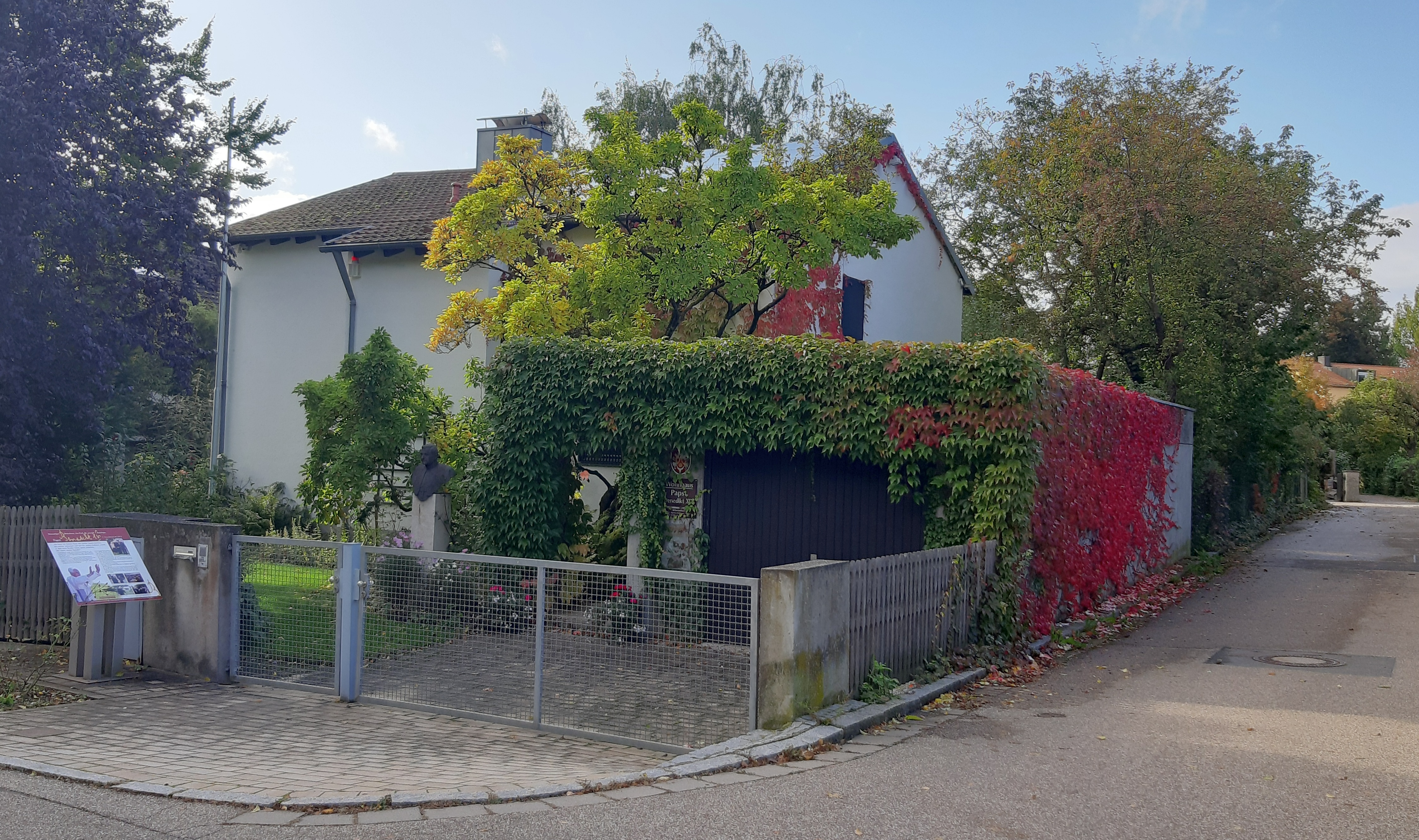
Casa del profesor Joseph Ratzinger en Pentling, cerca de la Universidad de Ratisbona.

En 1966 fue candidato a ocupar una vacante en teología dogmática en la Universidad de Tubinga, donde fue colega de Hans Küng, con quien años más tarde sostendría fuertes enfrentamientos. En 1968 escribió en su libro Introducción al Cristianismo que el papa tenía el deber de oír diferentes voces dentro de la Iglesia antes de tomar una decisión. También escribió que la Iglesia estaba muy centralizada. Dichos párrafos no aparecieron en ediciones posteriores, porque fueron malinterpretados por autores que utilizaron este texto para cuestionarlo.[cita requerida] Durante este tiempo, se distanció de la atmósfera de Tubinga y de los lineamientos marxistas del movimiento estudiantil de la década de los '60, que en Alemania pronto se radicalizaron entre 1967 y 1968, culminando en una serie de disturbios en abril y mayo de 1968. En 1969 regresó a Baviera a la Universidad de Ratisbona (Regensburg), en un ambiente académico menos reformista.
En 1972, fundó la publicación teológica Communio junto con Hans Urs von Balthasar, Henri de Lubac y otros. Communio, publicada en diecisiete idiomas (alemán, inglés y español, entre otros), se ha convertido en una de las publicaciones católicas más influyentes del mundo.
Entre 1984 y 2015 recibió ocho nombramientos como doctor honoris causa por las siguientes universidades:
| Año  | Universidad                                                                        | Lugar          |
| 1984 | College of St. Thomas in St. Paul (Minnesota)                                      | Estados Unidos |
| 1985 | Universidad católica de Eichstätt                                                  | Alemania       |
| 1986 | Universidad católica de Lima                                                       | Perú           |
| 1988 | Universidad católica de Lublin                                                     | Polonia        |
| 1998 | Universidad de Navarra                                                             | España         |
| 1999 | Libre Universidad María Santísima Asunta                                           | Roma           |
| 2000 | Universidad de Wroclaw                                                             | Polonia        |
| 2015 | Pontificia Universidad Juan Pablo II (Cracovia) y Academia de la Música de Polonia | Polonia        |

## Sacerdocio
El 29 de junio de 1951 recibió junto con su hermano Georg el sacramento del orden sacerdotal en la catedral de Frisinga por manos del que fuera entonces arzobispo de Múnich y Frisinga, el cardenal Michael von Faulhaber. Celebró su primera Misa en la parroquia de San Oswaldo en Traunstein y el 30 de julio de 1951, junto a su hermano, en Rimsting, lugar donde su madre había nacido. Su ministerio sacerdotal comenzó como coadjutor en la parroquia de la Preciosa Sangre de Múnich, donde, además de ocuparse de gran actividad pastoral, imparte clases de religión católica.

## Episcopado y cardenalato

### Arzobispo de Múnich y Frisinga
El 24 de marzo de 1977 Ratzinger fue consagrado arzobispo de Múnich y Frisinga, y el 27 de junio, Pablo VI lo nombró cardenal del título de S. Maria Consolatrice al Tiburtino. Durante el Sínodo de los obispos de 1977, dedicado al tema de la catequesis, se produjo su primer encuentro con Karol Wojtyła, después de muchos años de intercambiar con él correspondencia, ideas y libros.

Escudo del cardenal Ratzinger, arzobispo de la arquidiócesis de Múnich y Frisinga.

### Teología

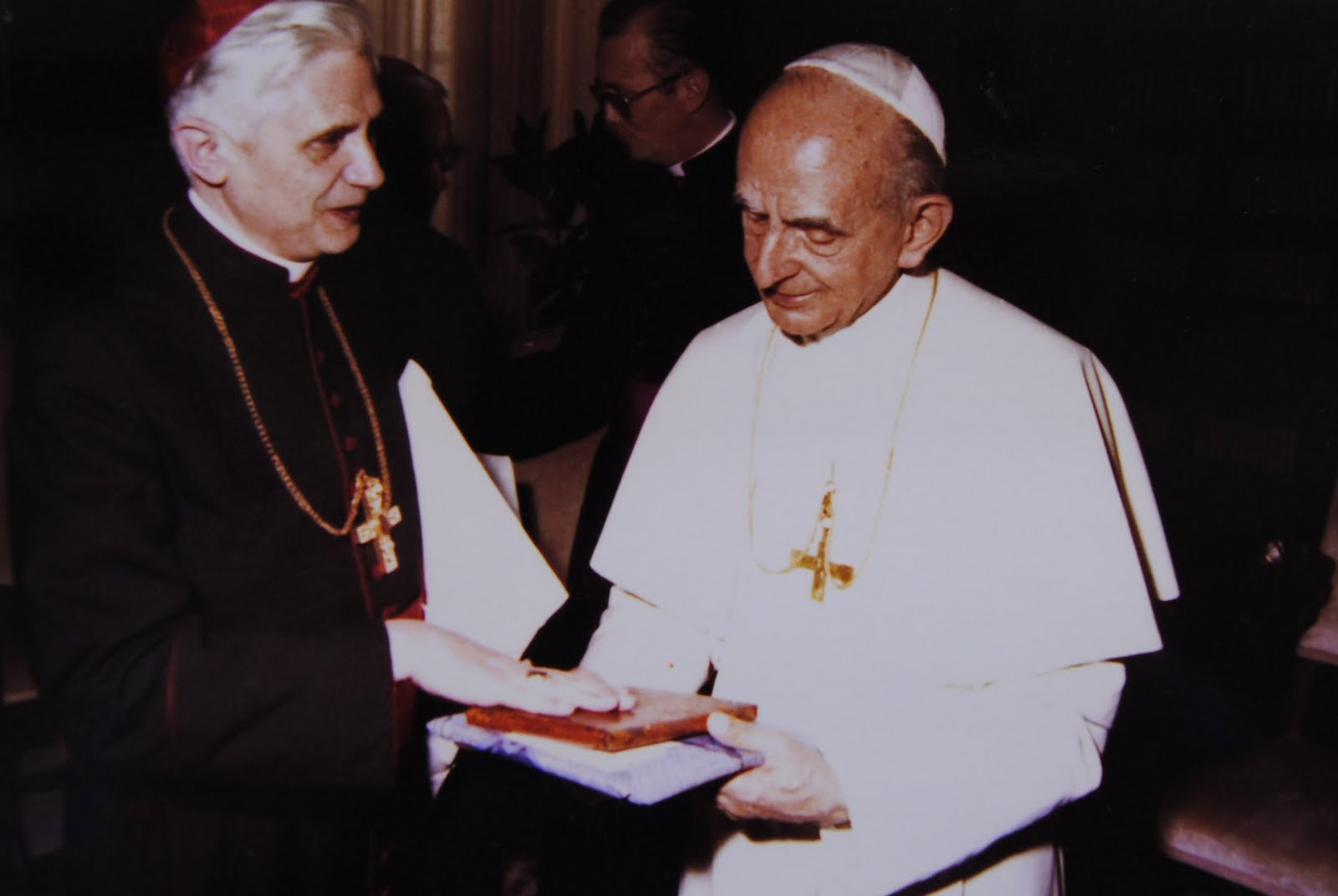
El entonces cardenal Ratzinger reunido con el papa Pablo VI en Roma en 1977.

Como joven profesor de teología, abría a sus alumnos a pensadores considerados avanzados, y que tuvieron problemas con la jerarquía católica, como Yves Congar o Henri de Lubac, además de a autores protestantes como Karl Barth, Oscar Cullmann o Dietrich Bonhoeffer. Ello le acarreó los recelos del catolicismo más conservador.
Entendía que había que superar la abstracción metafísica de la neoescolástica en la que consideraba estaba atrapada la teología católica. Defendía la necesidad de abrirse a un nuevo lenguaje que, partiendo del Evangelio, conectase existencialmente con las inquietudes del hombre contemporáneo. En ese sentido, no ha ocultado la influencia en su enfoque de la filosofía de existencialistas como Heidegger o Karl Jaspers.
Como asesor en el Concilio Vaticano II del cardenal Frings, defendió un debate abierto y una elaboración de los textos creativa y una nueva manera de exponer las verdades centrales del cristianismo, como la Revelación o la Salvación (así lo recuerda en el libro La Sal de la Tierra).
En su estudio sobre la Teología de la Historia en san Buenaventura, aparecen ya algunas constantes de su pensamiento. Para Ratzinger, la fe de la Iglesia ha de fundamentarse en el mensaje de liberación del Evangelio y en la tradición más primigenia del cristianismo, (en particular los Padres de la Iglesia) de los que es posible hacer una relectura significativa para el hombre de hoy. Esto no significa, según él, la defensa del pasado, porque entiende que el depósito de la fe es inagotable, ha de entenderse vivencialmente de un modo dinámico y, por lo tanto, está siempre proyectado hacia lo nuevo.
En su libro Introducción al Cristianismo, defiende que el ser es ser pensado, pensamiento del Espíritu absoluto que se ha revelado como relación. Concibe la relación como una forma primigenia de lo real: la unidad primigenia es unidad en el amor. Así es como hay que entender el dogma de la Trinidad, donde la más intrincada teoría transmite enseñanzas prácticas para concebir el cosmos y la vida, en particular la vida humana cuyo origen y meta está en el amor.
Insiste en este tratado que la omnipotencia divina se descubre en su esencia a través de Jesús de Nazareth. Sólo se entiende lo que es Dios en la impotencia y debilidad del pesebre de Belén y la muerte ignominiosa en la Cruz. Esto nos revela la ley de lo abundante, donde el amor se derrocha y suscita la respuesta de la fe que ha de ser, de este modo, una respuesta de amor. En ello se toca lo esencial del ser humano que se encuentra a sí mismo cuando se siente amado y, como respuesta, es capaz de salir de sí mismo al encuentro de los demás, en especial de los necesitados, y de la trascendencia. Esta es la idea básica de su libro Mirar a Cristo.

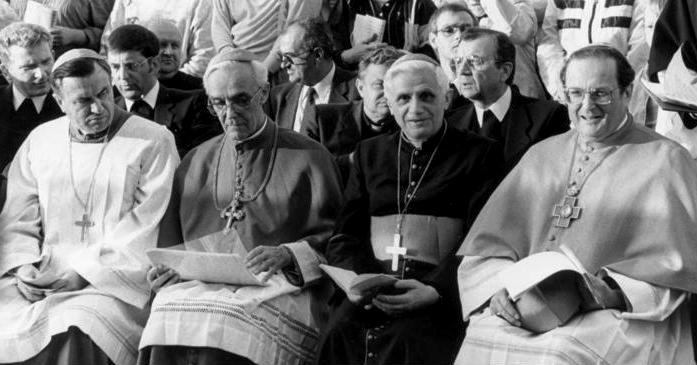
Joseph Ratzinger junto a Karl Lehmann y Joachim Meisner durante la apertura del Congreso Católico en Dresde, 1987.

En el terreno moral, ha insistido en que el «cristianismo no es un moralismo». La fe cristiana no tiene nada que ver con la religiosidad que busca la recompensa, que se ciñe a un legalismo ético para ganarse un supuesto derecho a la salvación. La fe en Jesús se basa en la humildad que vive del amor gratuito recibido (gracia), más allá del mérito y el rigorismo. Es esta apertura al don lo que transforma al hombre y produce su conversión (la metanoia del Evangelio). Llamó la atención su afirmación de que la moral sexual representaba un capítulo particularmente oscuro y trágico en la historia del pensamiento cristiano, aunque recordó que la concepción de la unión carnal entre el hombre y la mujer como sacramento y manifestación del amor de Dios no ha permitido que se cayera, a diferencia del gnosticismo y del dualismo de las primeras herejías, en una aversión a la sexualidad. Por ello se mostró partidario de una visión antropológica positiva del cuerpo y su lenguaje, que estima coherente con el Dios de la Creación y de la vida que se revela en la Biblia.
Sobre la escatología, escribió una obra del mismo título donde pretende dar respuesta teológica a una sociedad burguesa atenazada por el miedo al sufrimiento y a la muerte. En esta obra afirma que la fe cristiana está volcada hacia la vida, su meta es vida en todos sus niveles en cuanto a don y reflejo de Dios, que es la Vida. Para la fe cristiana, sostiene, no existe ninguna vida inútil.
Ratzinger reaccionó en el libro Informe sobre la fe ante lo que consideró una deriva caótica del catolicismo tras el Concilio Vaticano II. La atribuyó a lo que estimaba era una interpretación superficial del catolicismo que apuntaba acríticamente a todo lo novedoso por efímero e inconsistente que fuera. Así, mostró su preocupación por un relativismo que pone en cuestión la idea de verdad dogmática y moral. Para él, la verdad no es un punto de llegada, es una llamada a la búsqueda sincera donde la razón puede desplegar todas sus energías, pero eso no la diluye ni la transforma en mera invención subjetiva y manipulable. Si se renuncia a la verdad acerca del hombre, se renuncia a su libertad (así lo expresa en su libro Fe, verdad y tolerancia). Denunció también el empobrecimiento que para un culto profundo supuso el abandono de una liturgia enraizada en la tradición de la Iglesia.
Combatió la identificación del compromiso social cristiano con la colaboración en las nuevas estructuras de poder revolucionario que surgieron en Latinoamérica. Por ello condenó ciertas formas de la Teología de la Liberación influidas por el marxismo. Fue crítico con la identificación de la fe cristiana con formas políticas liberales, en coherencia con su concepción de un cristianismo que va mucho más allá de la mezquina defensa de estructuras políticas y sociales que siempre serán mutables y pasajeras. Entiende que la fe cristiana es incompatible con la adhesión a sistemas de dominación y opresión, sean del signo que sean. Por ello ha denunciado los males derivados del capitalismo y el liberalismo occidentales.
En su Teoría de los principios teológicos, materiales para una teología fundamental, sostiene que la Iglesia debe superar sus disputas internas y reflexionar sobre la posibilidad de respuesta que lleva en su interior. Afirma que una de las primeras reglas del discernimiento espiritual consiste en que donde está ausente la alegría y el humor está ausente el Espíritu.
Para Ratzinger, el cristiano occidental vive hoy en una era neopagana, marcada por la idolatría del dinero, el prestigio, el placer y el poder. Por ello la persona está cada vez más aislada y desorientada y la sociedad desprovista de valores humanos consistentes. Ante eso, el cristiano ha de ser el que transmita la liberación del que vive del perdón y la promesa de la Vida Eterna para todos los hombres. Solo desde estos parámetros se puede recobrar y defender un sentido pleno de la dignidad humana. Muestra su escepticismo ante la eficacia de una reforma estructural de la Iglesia, entiende más bien que lo que hay que hacer es poner esa estructura al servicio del amor. Para él, «la Iglesia vive de la alegría que los cristianos experimentan por ser tales» (Ser cristiano en la era neopagana).
Todo esto lo ha colocado en el punto de mira crítico de la teología católica más avanzada, si bien le valió la confianza de Juan Pablo II y lo llevó a desempeñar con rigor el cargo de prefecto de la Congregación para la Doctrina de la Fe.

### Prefecto de la Congregación para la Doctrina de la Fe
El 25 de noviembre de 1981, Juan Pablo II nombró a Ratzinger prefecto de la Congregación para la Doctrina de la Fe.
Renunció a la arquidiócesis de Múnich y Frisinga el 15 de febrero de 1982. Fue nombrado cardenal obispo de Velletri-Segni en 1993, elegido vicedecano del Colegio Cardenalicio en 1998, y decano del Colegio en 2002, uniendo como es preceptivo su sede cardenalicia a la de Ostia. Fue el cardenal más próximo a Juan Pablo II; Ratzinger y Wojtyła fueron calificados intelectualmente como «almas gemelas»[cita requerida].

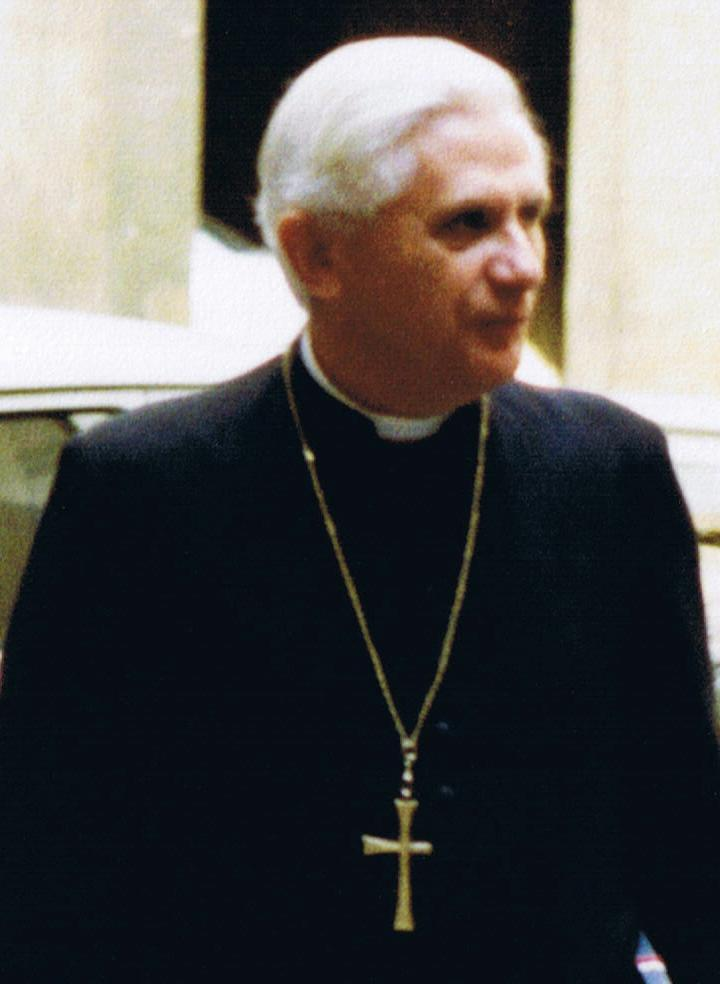
El cardenal prefecto Ratzinger fotografiado en 1988.

Bajo su prefectura se dictaron escritos acerca de la postura de la Iglesia católica respecto a homosexuales (1986), y la «Carta a los obispos de la Iglesia católica sobre la atención pastoral de las personas homosexuales» (1992), en que se rechazan los proyectos de reconocimiento legal de las uniones entre homosexuales (3 de junio de 2003).
Por razón de su cargo fue el responsable de estudiar la compatibilidad de la Teología de la liberación con la doctrina católica; le compitió prohibir el ejercicio de la enseñanza en nombre de la Iglesia a teólogos disidentes como Hans Küng, Leonardo Boff y otros, varios de ellos españoles. Con esto mostró su posición como filósofo y teólogo de raíces hegelianas, como su inspirador y maestro, el fallecido Joseph Frings, cardenal del título de S. Giovanni a Porta Latina y arzobispo de Colonia.[cita requerida]
Según el New York Times, el Vaticano habría reconocido en 2010 haber encubierto (durante su mandato como prefecto de la Congregación para la Doctrina de la Fe) a un sacerdote estadounidense, Lawrence Murphy, sospechoso de haber abusado de unos doscientos niños sordos. Sin embargo, la Santa Sede desmintió tal encubrimiento en una nota publicada posteriormente a la noticia. Se explicó en ella que a mediados de los '70, algunas víctimas del padre Murphy informaron sobre estos abusos a las autoridades, que emprendieron una investigación en ese momento. Según portavoz de la Santa Sede, Federico Lombardi, dicha investigación fue abandonada. La Congregación para la Doctrina de la Fe fue informada sobre esta cuestión unos 20 años después. Dado que el padre Murphy era anciano, en un estado de salud muy deteriorado, en aislamiento, y que no se habían registrado denuncias de abusos desde hacía veinte años, la Congregación sugirió que el arzobispo de Milwaukee considerara afrontar la situación, por ejemplo, restringiendo el ministerio del padre Murphy y exigiendo que aceptara la plena responsabilidad de sus actos. El padre Murphy murió aproximadamente cuatro meses después, sin ulteriores incidentes.
Durante su mandato como prefecto de la Congregación para la Doctrina de la Fe, el papa Juan Pablo II le encomendó en 1986 la redacción de un nuevo Catecismo de la Iglesia católica, el cual fue terminado y publicada su primera edición en 1992, con la Constitución Apostólica Fidei Depositum.

El año 1986 confié a una Comisión de doce cardenales y obispos, presidida por el cardenal Joseph Ratzinger, el encargo de preparar un proyecto del catecismo solicitado por los padres del Sínodo. Un Comité de siete obispos diocesanos, expertos en teología y catequesis, colaboró con la Comisión en ese trabajo.
Juan Pablo II, Fidei Depositum, 2

## Elección al papado

### Antecedentes

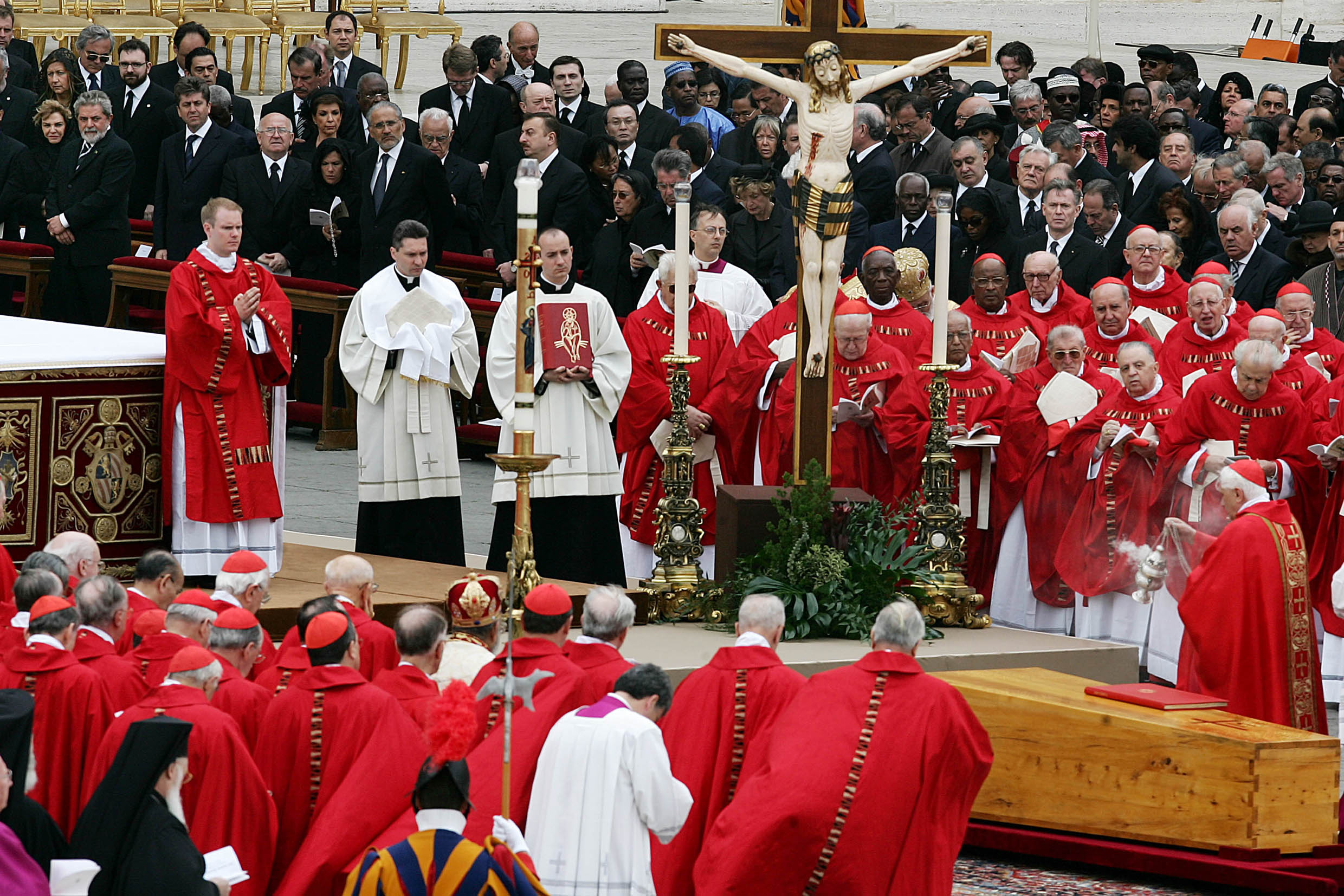
El cardenal Ratzinger ofició el funeral de Juan Pablo II.

El 2 de enero de 2005, la revista Time publicó que fuentes vaticanas decían que Ratzinger era el favorito para suceder a Juan Pablo II en el caso de que falleciera. A la muerte de Juan Pablo II, el Financial Times dio la preferencia a Ratzinger para convertirse en papa en la primera posición, pero cercano a sus «rivales» en el ala «liberal» de la Iglesia.[cita requerida]
Aunque Ratzinger era considerado favorito por la mayoría de los medios internacionales, otros mantenían que su elección estaría lejos de la realidad porque muy pocas predicciones papales en la historia moderna se habían concretado: Juan Pablo I y Juan Pablo II habían sido sorpresas.

### Elección

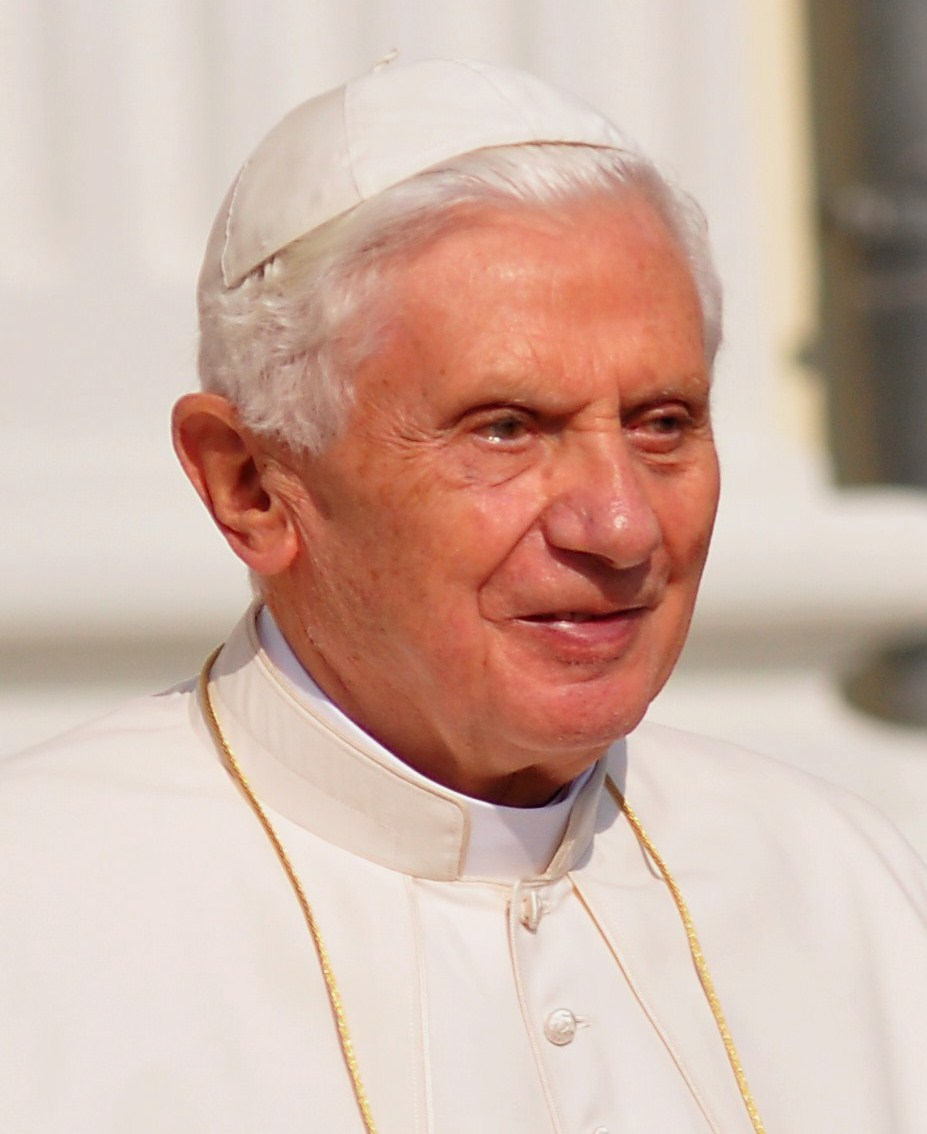
Benedicto XVI en 2011.

El 19 de abril de 2005, el cardenal Ratzinger fue elegido como sucesor de Juan Pablo II en el segundo día del cónclave, después de cuatro rondas de votaciones. Coincidió con la fiesta de San León IX, el más importante papa alemán de la Edad Media, conocido por instituir el mayor número de reformas durante un pontificado.
Ratzinger esperaba retirarse y había dicho que «hasta cierto punto, le dije a Dios: “por favor, no me hagas esto”… Evidentemente, esta vez Él no me escuchó».

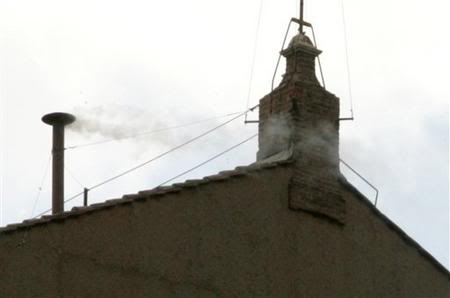
Fumata blanca en el Cónclave de 2005 que significa la elección de Benedicto XVI tras el cónclave

Antes de su primera aparición en el balcón de la basílica de San Pedro después de ser elegido, fue anunciado por el cardenal chileno Jorge Medina Estévez, diácono de S. Saba y protodiácono del Colegio cardenalicio. El cardenal Medina primero se dirigió a la multitud con: «Queridísimos hermanos y hermanas» en italiano, español, francés, alemán e inglés, antes de continuar con el tradicional Habemus Papam en latín.
En el balcón, las primeras palabras de Benedicto XVI a la multitud, dadas en italiano antes de que impartiera la tradicional bendición Urbi et Orbi en latín, fueron:

Queridos hermanos y hermanas: después del gran papa Juan Pablo II, los señores cardenales me han elegido a mí, un simple y humilde trabajador de la viña del Señor. Me consuela el hecho de que el Señor sabe trabajar y actuar incluso con instrumentos insuficientes, y sobre todo me encomiendo a vuestras oraciones. En la alegría del Señor resucitado, confiando en su ayuda continua, sigamos adelante. El Señor nos ayudará y María, su santísima Madre, estará a nuestro lado. ¡Gracias!
Benedicto XVI, desde el balcón central de la Basílica Vaticana

Después dio la bendición.
En la solemne inauguración de su pontificado, que reemplaza la ya extinta coronación (el último papa coronado fue Pablo VI), el cardenal Medina fue el encargado de imponerle el palio, mientras que Angelo Sodano, cardenal obispo de Albano y del título in commendam de S. Maria Nuova, secretario de Estado, le colocó el Anillo del Pescador.

### Nombre y emblemas
Tras obtener la mayoría necesaria en la votación del cónclave, el hasta entonces cardenal Ratzinger eligió el nombre pontificio de Benedicto XVI. Al escoger ese nombre, el pontífice afirmó querer relacionarse con Benedicto XV, quien durante la Primera Guerra Mundial se presentó como un «valiente y auténtico profeta de paz». Del mismo modo, Benedicto XVI manifestó su deseo de ponerse «al servicio de la reconciliación y de la armonía entre los hombres y los pueblos, profundamente convencido que el gran bien de la paz es sobre todo don de Dios».

Escudo papal de Benedicto XVI, quien mantuvo los principales elementos de su escudo cardenalicio, sustituyó la tiara por la mitra, y añadió el palio.

El nombre pontificio evoca también a Benito de Nursia, patrón de Europa y padre del monacato occidental, que ejerció una gran influencia en la difusión del cristianismo en todo el continente, siendo por ello muy venerado en Alemania y, en particular, en Baviera, tierra natal de Benedicto XVI. Para el pontífice, san Benito constituye «un fundamental punto de referencia para la unidad de Europa y un fuerte reclamo a las irrenunciables raíces cristianas de su cultura y de su civilización».
Benedicto XVI quiso conservar en su escudo papal algunos elementos que ya había introducido en su escudo de arzobispo de Múnich y Frisinga, y luego en el de cardenal, aunque ordenándolos de distinto modo y modificando los colores. Sustituyó la hasta entonces tradicional tiara papal por una mitra e incorporó el palio como signo de su misión como pastor del rebaño encomendada a él por Cristo, manteniendo también las llaves cruzadas, símbolo de la autoridad del ministerio petrino.
En el punto más noble del escudo situó una gran concha de oro, que tiene una triple simbología. En primer lugar, tiene un significado teológico, pues alude a la leyenda según la cual san Agustín, al encontrar en la playa a un niño que con una concha quería meter toda el agua del mar en un agujero hecho en la arena, comprendió lo inútil de querer abarcar la grandeza e inmensidad de Dios dentro de la mente humana. En segundo lugar, la concha se usa para representar al peregrino, simbolismo que quiso mantener Benedicto XVI. Por último, la concha remite al escudo del antiguo Monasterio de los escoceses, en Ratisbona, al que el pontífice se sintió espiritualmente unido.
En los ángulos superiores se sitúan dos cantones con símbolos procedentes de la tradición de Baviera. A la izquierda del observador aparece una cabeza de moro, la llamada caput ethiopicum o moro de Frisinga, que es el símbolo de la antigua diócesis de Frisinga y que para el pontífice era también expresión de la universalidad de la Iglesia, que no conoce ninguna distinción de raza ni de clase sino la unidad en Cristo. A la derecha aparece un oso que lleva una carga en el lomo, que hace referencia a Corbiniano, el primer obispo de Frisinga, quien según la leyenda fue atacado por un oso durante un viaje a Roma. El santo obispo logró amansar al oso hasta el punto de que pudo cargar sobre él su equipaje e hizo que lo acompañara hasta su destino. Así, el oso domesticado por la gracia de Dios simboliza al obispo de Frisinga, y la carga es el peso del episcopado que lleva.
Mantuvo el que hasta entonces había sido su lema episcopal y cardenalicio, Cooperatores veritatis (Colaboradores de la verdad), proveniente de la tercera epístola de Juan, aunque como los anteriores pontífices no lo incluyó en el escudo papal.

## Pontificado

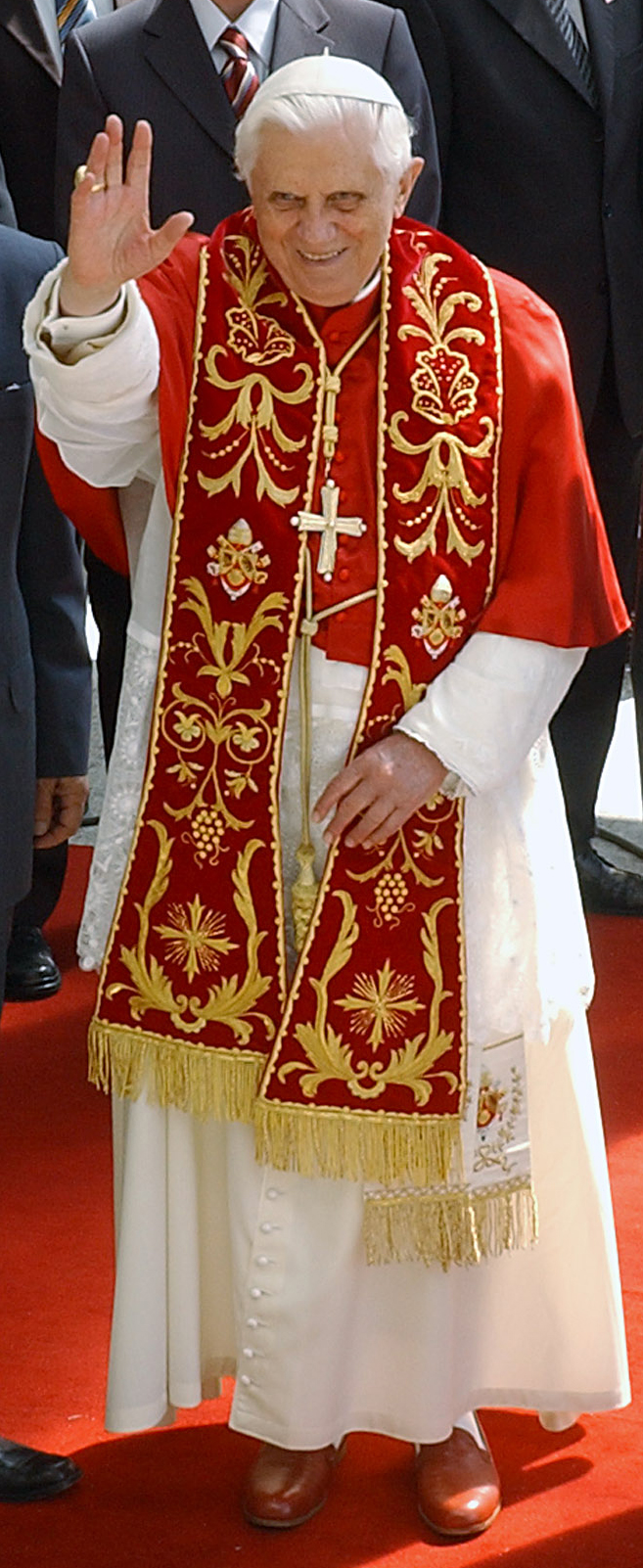
El papa Benedicto XVI con traje coral con la muceta papal color rojo de verano, bordado rojo de la estola, y los zapatos papales.

El 19 de abril de 2005 fue elegido sucesor de Juan Pablo II después de dos días de cónclave y dos fumatas negras. El cardenal Ratzinger había repetido sucesivas veces que le gustaría retirarse a una aldea bávara a escribir libros, pero luego había reconocido a sus amigos estar listo para «cualquier función que Dios le atribuyera».
Su elección suscitó de inmediato algunas críticas, centradas en su supuesto perfil neoconservador;[cita requerida] se lo acusó de desear restituir la organización y doctrina de la Iglesia previa al Concilio Vaticano II. Algunos analistas preveían que con él la Iglesia endurecería sus posturas en lo referente a la prohibición del aborto, la homosexualidad, la eutanasia o el uso de anticonceptivos.[cita requerida] Sus partidarios aducen que durante su prefectura sólo uno de los procesos abiertos acabó en excomunión: el del arzobispo ultraconservador Marcel Lefebvre; también se recordaba su asistencia al Concilio Vaticano II y que había sido de los más progresistas y propuesto reformas novedosas.
En 2006 fue publicada en español una obra suya, escrita cuando todavía no era papa, con el título Fe, verdad, tolerancia, en la cual hablaba, entre otras cosas, del pluralismo religioso y el diálogo.
En agosto de 2005, participó en la Jornada Mundial de la Juventud en Colonia. En octubre, participó en el Sínodo de Obispos.
Según datos de la Prefectura Apostólica, en 2007 unas 2 830 100 personas participaron en encuentros públicos con el pontífice en la Ciudad del Vaticano o en Castel Gandolfo (es decir, no se incluyen los viajes). El 16 de abril, para conmemorar su 80° cumpleaños, se celebró un concierto en el Aula Pablo VI, con la Orquesta Sinfónica de la Radio de Stuttgart dirigida por Gustavo Dudamel y solista Hilary Hahn.
El último año de su pontificado tuvo que enfrentarse al escándalo Vatileaks, una serie de filtraciones a la prensa de documentos de la Santa Sede, que incluían informes económicos del Instituto para las Obras de Religión, sobre los Legionarios de Cristo, correspondencia privada del papa o donativos realizados por personalidades italianas. Benedicto XVI creó una comisión de investigación. El principal acusado de la filtración fue el mayordomo del papa, Paolo Gabriele, detenido por la gendarmería vaticana, declarado culpable por el Tribunal del Estado de la Ciudad del Vaticano. Benedicto XVI acabó perdonándolo y condonándole la pena.

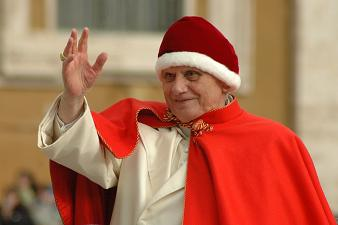
El papa Benedicto XVI usando el Camauro en diciembre de 2005 en hábito diario

### Escritos

#### Encíclicas

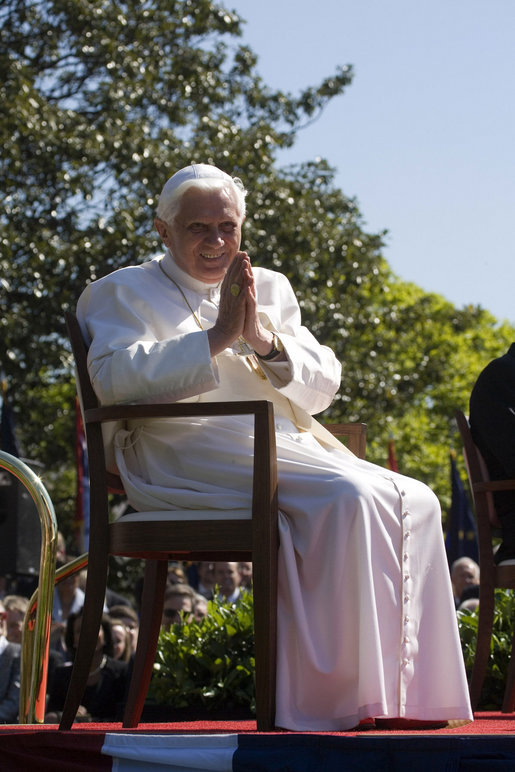
Benedicto XVI en su viaje a los Estados Unidos de América en 2008.

Benedicto XVI publicó tres encíclicas durante su pontificado: Deus caritas est (Dios es amor), Spe salvi (Salvados en la esperanza) y Caritas in Veritate (Caridad en la verdad). La primera de ellas, Deus caritas est, fue publicada antes de cumplir un año como sumo pontífice, el 25 de enero de 2006, y está dedicada al amor cristiano. Defiende en ella que el amor (caritas) es una fuerza extraordinaria, capaz de mover a las personas al compromiso valiente y generoso por la justicia y la paz. Para el papa, el amor es ante todo una fuerza que tiene su origen en Dios, que es amor eterno y absoluta verdad. El cristiano, por su parte, puede expresar su opción fundamental diciendo que «hemos creído en el amor de Dios» pues, afirma Benedicto XVI, «no se comienza a ser cristiano por una decisión ética o una gran idea, sino por el encuentro con un acontecimiento, con una persona, que da un nuevo horizonte a la vida y, con ello, una orientación decisiva». La encíclica está dividida en dos partes. La primera presenta una reflexión teológica y filosófica sobre el amor en sus distintas dimensiones –eros, philia, ágape– precisando algunos datos esenciales del amor de Dios por el hombre y de la unión intrínseca que ese amor tiene con el amor humano. La segunda parte se centra en ejercicio concreto del mandamiento del amor al prójimo.
Su segunda encíclica, Spe salvi, dedicada a la esperanza e inspirada en la carta de san Pablo a los Romanos, la firmó el 30 de noviembre de 2007. El pontífice defiende que con la salvación se ha dado a los hombres la esperanza. Se trata de una esperanza fiable, que permite afrontar el presente aunque este sea fatigoso. Por ella los cristianos «tienen un futuro, saben que su vida, en conjunto, no acaba en el vacío». Tras presentar la esperanza como virtud, el pontífice indica cuatro lugares para aprenderla y ejercitarla: la oración, la acción, el sufrimiento y el Juicio. La oración es lugar de esperanza, pues Dios escucha siempre al hombre y puede ayudarlo cuando nadie más puede. También la acción, pues la esperanza cristiana no es individualista sino que es siempre esperanza para los otros y busca hacer del mundo un lugar más luminoso y humano. Asimismo, el sufrimiento es también para el papa un lugar de aprendizaje de la esperanza, pues es posible «aceptar la tribulación, madurar en ella y encontrar en ella un sentido mediante la unión con Cristo». Por último, el Juicio de Dios es lugar de esperanza, pues existe la resurrección de la carne, existe la justicia, una «revocación» del sufrimiento pasado.
Por último, Caritas in veritate, que trata sobre el desarrollo humano integral en la caridad y en la verdad, es la tercera de las encíclicas de Benedicto XVI, fue firmada el 29 de junio de 2009. En ella, Benedicto XVI recuerda que la caridad es «la vía maestra de la doctrina social de la Iglesia», pero que para evitar el «riesgo de ser mal entendida o excluida de la ética vivida», esta debe estar siempre unida a la verdad. Para el papa, un cristianismo de caridad sin verdad fácilmente se podría confundir con «una reserva de buenos sentimientos, provechosos para la convivencia social, pero marginales». En cambio, la caridad en la verdad «de la que Jesucristo se ha hecho testigo con su vida terrenal y, sobre todo, con su muerte y resurrección, es la principal fuerza impulsora del auténtico desarrollo de cada persona y de toda la humanidad». En la encíclica, tras repasar el pontífice en primer lugar las enseñanzas sociales de Pablo VI (especialmente en su encíclica Populorum progressio) y de Juan Pablo II, pasa después a recorrer las grandes amenazas que se ciernen sobre la humanidad en nuestros días, abordando con realismo y esperanza los problemas creados por la crisis financiera, por la falta de instituciones internacionales capaces de reformar la ineficacia burocrática que alarga el subdesarrollo de muchos pueblos, y por la falta de ética de muchas mentalidades que predominan en las sociedades opulentas.
Cuando presentó su renuncia al papado, Benedicto XVI ya casi había completado una primera redacción de una nueva encíclica, centrada en la fe, que iba a completar lo que ya había escrito en sus encíclicas sobre la esperanza y la caridad, las otras dos virtudes teologales, cerrando así la trilogía. Este trabajo fue asumido por su sucesor, el papa Francisco, que añadió aportaciones propias y la firmaría con el título de Lumen fidei (La luz de la fe).

#### Exhortaciones apostólicas
El magisterio de Benedicto XVI incluye cuatro exhortaciones apostólicas, todas ellas escritas como consecuencia de asambleas del Sínodo de los obispos.  
Sacramentum caritatis, publicada en marzo de 2007, fue su primera exhortación apostólica postsinodal. En ella reafirma el valor de la eucaristía y su sentido que nace del amor de Cristo y se proyecta hacia el amor a todos los hombres. La unión con Cristo en la eucaristía alimenta el compromiso por la justicia y la reconciliación, el ansia de compartir los bienes, la emancipación de la idolatría del trabajo y el respeto por la Creación. Recoge los trabajos realizados en el Sínodo de los Obispos de 2005.
En septiembre de 2010 fue publicada su segunda exhortación apostólica postsinodal titulada Verbum Domini, dedicada al tema de «la Palabra en la vida y misión de la Iglesia». Recoge los trabajos realizados en el Sínodo de los Obispos de 2008.
La tercera exhortación apostólica postsinodal, que recibió el título Africae munus, está dedicada a la Iglesia en África. Firmada y publicada el 19 de noviembre de 2011 desde Benín, recoge los trabajos realizados en un sínodo especial de los obispos, de 2009, para el continente africano.
El 14 de septiembre de 2012 Benedicto XVI firmó y publicó, desde Beirut (Líbano), su cuarta y última exhortación apostólica postsinodal, con el título Ecclesia in Medio Oriente, dedicada al tema de los católicos de diversos ritos que viven en países de Oriente Medio. En este documento se recogen los trabajos de un sínodo especial de obispos que tuvo lugar en la Ciudad del Vaticano en octubre de 2010.

#### Motus proprios
- Motu proprio La antigua y venerable Basílica, para la Basílica de San Pablo Extramuros y para su complejo extraterritorial (31 de mayo de 2005).
- Motu proprio para la aprobación y publicación del Compendio del Catecismo de la Iglesia Católica (28 de junio de 2005).
- Motu proprio Totius orbis, con nuevas disposiciones sobre las basílicas de San Francisco y de Santa María de los Ángeles, en Asís (9 de noviembre de 2005).
- Motu proprio con el que el que Benedicto XVI restablece la norma tradicional acerca de la mayoría requerida para la elección del sumo pontífice (11 de junio de 2007).
- Motu proprio Summorum Pontificum, sobre la liturgia romana anterior a la reforma de 1970 (7 de julio de 2007).
- Motu proprio Ministrorum institutio con el que transfieren las competencias sobre los seminarios desde la Congregación para la educación católica a la Congregación para el clero (25 de enero de 2013). En latín.
- Motu proprio Normas nonnulas con ulteriores modificaciones a las normas sobre la sede vacante y la elección del sumo pontífice (22 de febrero de 2013).[74]

#### Otras publicaciones
Entre 2007 y 2012 publicó tres libros sobre la vida de Jesús, a partir de los datos fundamentales ofrecidos en los Evangelios y en otros escritos del Nuevo Testamento.
En abril de 2007 publicó la primera parte su libro Jesús de Nazaret en la que reflexiona sobre la figura de Jesucristo en calidad de teólogo. Ha sido un éxito internacional de ventas. En él sale al paso de ideas recientes que reducen la figura del Jesús histórico a un mero moralista rebelde o liberal, a un profeta escatológico o un revolucionario político. Sin rechazar frontalmente estas visiones, Ratzinger hace hincapié en que el factor de inteligibilidad clave es la unión de Jesús con el Padre. Esta vivencia de intimidad con Dios le otorga autoridad para presentarse como un nuevo Moisés que renueva la Ley judía (Torá) para darle pleno cumplimiento en la predicación de las bienaventuranzas (la pobreza, la mansedumbre, la pureza de corazón...) y el amor a los enemigos. Su experiencia de Hijo lo lleva a la obediencia de un amor entregado hasta la muerte. Jesús era el Rey esperado por Israel, pero un rey que rechaza la tentación demoníaca del poder y se presenta en la humildad de su origen, su cercanía a los pecadores y su servicio a todos. Existe una plena correspondencia entre el Jesús histórico que anunció e hizo presente el Reinado de Dios y el Cristo de la fe de las primeras comunidades de creyentes. Los evangelios, por lo tanto, sin ser reportajes exactos de lo acontecido, nos revelan la verdadera Persona de Jesús y su significación auténtica como Hijo de Dios. Apartando esta expresión de sus antecedentes mitológicos y políticos, la condición de Hijo permite asomarnos al interior de Jesús que nos da a conocer a Dios como Abba (Padre, en arameo). En ello radica la originalidad de Jesús y su novedad.
El año 2011 publicó la segunda parte, con el título Jesús de Nazaret: Desde la entrada en Jerusalén hasta la Resurrección. La tercera parte apareció en 2012, y tiene por título La infancia de Jesús.

#### El mapa de sus ideas
En un intento de resumir las ideas clave de Benedicto XVI, el libro «Joseph Ratzinger - Benedicto XVI: un mapa de sus ideas» presenta un mapa que permite tener una visión global de su pensamiento, siguiendo las siguientes «rutas»:
- 2 núcleos concéntricos:
  - Jesucristo y la Iglesia

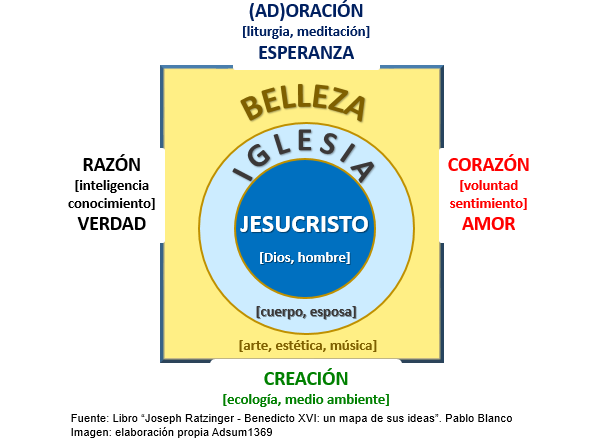
Mapa de las ideas de Benedicto XVI.

- 1 dimensión estética que los comprende:
  - belleza

- 4 vías de acceso:
  - razón-verdad
  - corazón-amor
  - (ad)oración-esperanza
  - creación
- 11 facultades, dimensiones y actividades humanas:
  - inteligencia-conocimiento
  - voluntad-sentimiento
  - ecología-medio ambiente
  - liturgia-meditación
  - arte-estética-música

En el mapa, Jesucristo constituye el núcleo central de la actividad de Benedicto XVI como sucesor de Pedro, anunciándolo como Dios y hombre. La Iglesia expande este núcleo central, como cuerpo y esposa de Jesucristo, cuya misión es anunciar a Cristo. La belleza se contemla en lo que supone de importancia para la teología, con sus manifestaciones en el arte, en la estética y en la música. La liturgia y la meditación que traen la (ad)oración y la esperanza. La ecología y el medio ambiente fundados en la creación. La razón que permite la inteligencia y el conocimiento de la verdad. Y finalmente el corazón aúna la voluntad y los sentimientos en el amor.

### Consistorios para la creación de nuevos cardenales
A lo largo de sus casi ocho años de pontificado creó un total de noventa cardenales en cinco consistorios.
- Primer consistorio: 24 de marzo de 2006. Creó doce cardenales electores y tres no electores. Entre los primeros destacó el nombramiento de William Joseph Levada, quien sucedió al propio Ratzinger como Prefecto para la Doctrina de la Fe tras su elección papal en 2005.
- Segundo consistorio: 24 de noviembre de 2007. Creó dieciocho cardenales electores y cinco no electores. Entre los electores se encontraba el valenciano Agustín García-Gasco y Vicente, quien fallecería en Roma años más tarde durante la ceremonia de beatificación de Juan Pablo II. Además fueron ordenados otros dos españoles y cinco latinoamericanos. El papa comunicó su intención de haber nombrado también al anciano obispo Ignacy Jez, de Koszalin-Kolobrzeg (Polonia), que falleció el día anterior al anuncio.
- Tercer consistorio: 20 de noviembre de 2010. Creó veinte cardenales electores y cuatro no electores. En este consistorio se nombró al cardenal más anciano de la historia, fue el italiano Domenico Bartolucci, de noventa y tres años. Bartolucci falleció en 2013. (Superado por Francisco al nombrar cardenal a Loris Francesco Capovilla, quien al momento de su nombramiento tenía noventa y ocho años).
- Cuarto consistorio: 18 de febrero de 2012. Creó dieciocho cardenales electores y cuatro no electores. Entre otros, nombró cardenal a un español, el turolense Santos Abril y Castelló. Con estos purpurados, los miembros electores del Sacro Colegio nombrados por Benedicto XVI superaban a los creados por Juan Pablo II.
- Quinto consistorio: 24 de noviembre de 2012. Creó sus últimos seis cardenales, todos ellos electores. Probablemente con su meditada renuncia, instaba a preparar un cónclave con representantes de todo el mundo. Así, compensó el consistorio de febrero donde predominaban curiales e italianos, esta vez eligiendo a seis no-europeos: un filipino, un indio, un libanés, un estadounidense, un colombiano y un nigeriano.[76]

### Beatificaciones y canonizaciones
Benedicto XVI decidió que, tal como se hacía antes, las beatificaciones (con alguna excepción, como la de Juan Pablo II), las presidiera el prefecto de la Congregación para las Causas de los Santos, cargo que en aquel tiempo desempeñaba Angelo Amato. En algunos casos, ha delegado en otros cardenales. En cualquier caso, el rito de beatificación se celebra —salvo excepciones— en la iglesia local más directamente vinculada con el nuevo beato.
Entre las beatificaciones durante el pontificado de Benedicto XVI destacan Mariana Cope de Molokai (1838-1918); el cardenal Clemens August von Galen, obispo de Münster (1878-1946); Josep Tàpies y seis compañeros sacerdotes de la diócesis de Urgel, que murieron mártires en 1936; Carlos de Foucauld; José Anacleto González Flores y ocho compañeros mártires en México en 1927; el teólogo italiano Antonio Rosmini; Juan de Palafox y Mendoza, obispo de Puebla y de Osma (1600-1659).
El 28 de octubre de 2007 el pontífice aprobó la mayor beatificación «masiva» de la historia de la Iglesia, 495 mártires españoles; la celebración —como es habitual— no la presidió él, pero tuvo una audiencia privada con los peregrinos y obispos españoles.
El 1 de mayo de 2011, el papa beatificó a su antecesor Juan Pablo II en una multitudinaria ceremonia en la plaza de San Pedro, en la Ciudad del Vaticano. Esta fue la primera vez que un papa beatifica a su antecesor desde la Edad Media.
Durante el pontificado de Benedicto XVI se oficiaron 45 canonizaciones.

### Diálogo con otras confesiones cristianas
En 2011 se reunió con una delegación de la iglesia luterana alemana que le propuso participar en la conmemoración de los quinientos años de la Reforma. En esta ocasión el papa aceptó la invitación, como gesto ecuménico, resaltando aquellos elementos que son comunes a ambas profesiones de fe, en particular la creencia en la Santísima Trinidad.

### Diálogo con otras religiones
En 2000, la Congregación para la Doctrina de la Fe publicó un documento titulado Dominus Iesus, que reafirmaba la histórica doctrina y misión de la Iglesia de proclamar el Evangelio. Esto sorprendió a los que erróneamente pensaron que la Iglesia anteriormente había repudiado este papel único en el mundo.

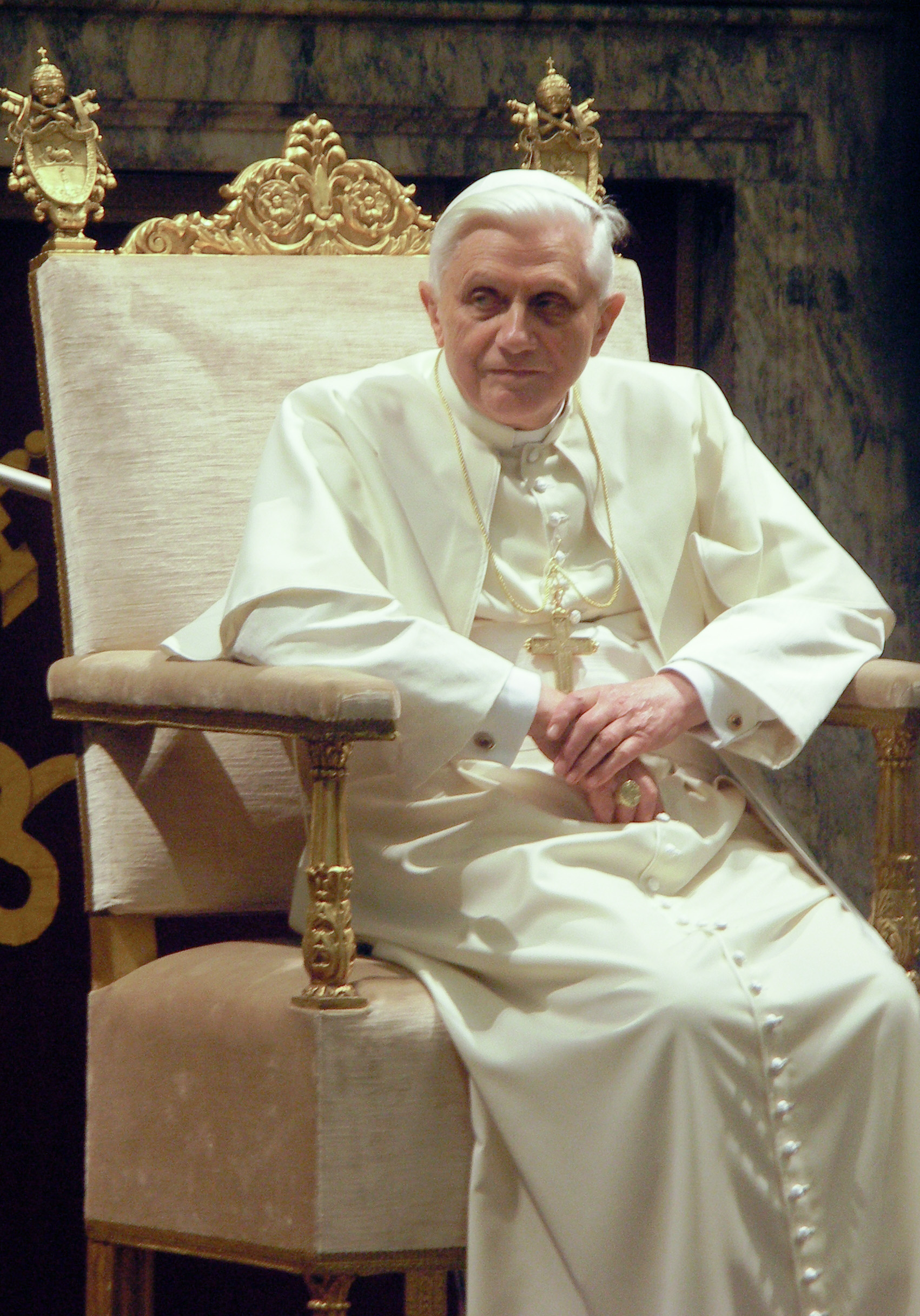
Benedicto XVI fotografiado el 20 de enero de 2006.

Este documento apuntaba el peligro para la Iglesia de teorías relativistas que justifican el pluralismo religioso negando que Dios se haya revelado a la humanidad.
Sus defensores argumentan que es de esperarse que un líder de la Iglesia católica se pronuncie en favor de la superioridad del catolicismo sobre otras religiones. También mantienen que las notas de Dominus Iesus no son indicativo de intolerancia ni de falta de voluntad para establecer un diálogo con otras religiones. Ellos dicen que Ratzinger fue muy activo en promover el diálogo interreligioso. Al defender el Dominus Iesus, Ratzinger estableció que cree que el diálogo interreligioso debe tomar lugar basado en la igualdad de la dignidad humana, pero que la igualdad de la dignidad humana no debe implicar qué lado sea el correcto.
El Congreso Judío Mundial celebró su elección al pontificado, haciendo notar «su gran sensibilidad a la historia judía y al Holocausto».
En una entrevista en 2004 para el diario Le Figaro, Ratzinger había dicho que Turquía, un país musulmán por herencia y población pero secular por su constitución, debería mirar en un futuro hacia una asociación de países islámicos más que a la Unión Europea, que tenía raíces cristianas. Dijo que Turquía siempre ha estado «en contraste permanente con Europa», y que ligarla a Europa sería un error.
El papa condenó fuertemente las caricaturas de Mahoma, primero publicadas por un diario danés y luego en otras publicaciones europeas. «En el contexto internacional en el que vivimos en el presente, la Iglesia católica continúa convencida de que, para mantener la paz y el entendimiento entre personas y hombres, es necesario y urgente que las religiones y sus símbolos sean respetados», dijo. Agregó que esto implica que «los creyentes no sean objeto de provocaciones que afecten sus vidas y sentimientos religiosos». Destacó que «para los creyentes, así como la gente de buena voluntad, el único factor que puede llevar a la paz y fraternidad es el respeto hacia las convicciones y prácticas religiosas de otros».[cita requerida]
Tuvo una especial significancia el conocido como discurso de Ratisbona, una conferencia pronunciada por Benedicto XVI el 12 de septiembre de 2006 en la Universidad de Ratisbona, en donde fuera profesor de teología, con el título Fe, razón y la universidad: recuerdos y reflexiones.
En el discurso, el pontífice reflexionó sobre el encuentro entre la fe y la razón a partir de la llegada del cristianismo al contexto de la filosofía helénica, ocurrida en el siglo I. Sin embargo, el principal motivo de la repercusión que alcanzó su discurso fue la citación —marginal respecto al conjunto de la conferencia— de un diálogo que el emperador bizantino Manuel II Paleólogo mantuvo con un persa culto sobre el cristianismo y el islam, y sobre la verdad de ambos, donde se apuntaba la relación entre violencia e islam. En un momento de dicha discusión, citada por el papa, el emperador se dirige a su interlocutor («con una brusquedad que nos sorprende, brusquedad que para nosotros resulta inaceptable», señala Benedicto XVI) diciendo:

Muéstrame también lo que Mahoma ha traído de nuevo, y encontrarás solamente cosas malas e inhumanas, como su disposición de difundir por medio de la espada la fe que predicaba.

El discurso, que estaba dirigido a un público académico, levantó reacciones airadas y conflictos diplomáticos a raíz de dicho párrafo, que fue sacado de contexto y divulgado inicialmente por la cadena árabe de noticias Al-Yazira, antes de que fuese traducido, amplificándose a su vez a través de otros medios sin que se hiciese una exégesis o una aclaración completa del contexto en el que se encontraba la cita.
Debido a los malentendidos surgidos, el papa aportó a la redacción final del discurso varias notas aclaratorias. En una de ellas, Benedicto XVI lamentó que el párrafo citado del emperador Manuel II hubiese sido considerado en el mundo musulmán como expresión de su propia posición personal. Tras este acontecimiento, ese mismo año hizo un acercamiento a personalidades de otras religiones, tras reunirse con líderes de Turquía y con el patriarca ecuménico de Constantinopla, Bartolomé I.

### Viajes

Países visitados por Benedicto XVI.

Benedicto XVI hizo 24 viajes apostólicos fuera de Italia, visitando países de los cinco continentes.

### Renuncia
El 11 de febrero de 2013 el papa Benedicto anunció su renuncia al cargo, alegando «falta de fuerzas». El anuncio lo realizó en latín durante el consistorio de canonización de los mártires de Otranto, causando la sorpresa de los asistentes. Según sus palabras: 

He llegado a la certeza de que mis fuerzas, debido a mi avanzada edad, no se adecuan por más tiempo al ejercicio del ministerio petrino. Con total libertad declaro que renuncio al ministerio de obispo de Roma y sucesor de Pedro.

La renuncia del papa Benedicto debe considerarse excepcional, dado que fue la primera desde la Edad Media, concretamente el año 1415 —con Gregorio XII, obligado a renunciar en el Concilio de Constanza para dar fin al Cisma de Occidente—, y la primera por voluntad propia desde 1294 (con Celestino V, que renunció para hacerse ermitaño). En el momento de anunciar su renuncia, el papa Benedicto XVI tenía ochenta y cinco años, y llevaba casi ocho de pontificado.
Dicha renuncia se hizo efectiva el 28 de febrero a las 20:00 horas, hora de Italia, a partir de la cual la sede papal quedó vacante, dando comienzo al proceso de celebración de un cónclave que eligió a un nuevo papa, Francisco.
Benedicto XVI abandonó la Ciudad del Vaticano en helicóptero aproximadamente a las 17:00 horas. Mientras sobrevolaba Roma, las campanas de todas las iglesias y basílicas de la ciudad tañían a la vez. Llegado a Castel Gandolfo, su nueva residencia en los dos primeros meses tras su renuncia, compareció en el balcón del Palacio Apostólico, donde dirigió sus últimas palabras como papa a la gente congregada en la plaza:

Gracias, gracias de corazón. Gracias por vuestra amistad y vuestro afecto (...). No soy más el Sumo Pontífice de la Iglesia. A partir de las 20:00 horas, seré simplemente un peregrino que continúa su peregrinaje sobre la Tierra y afronta la etapa final. (...) Gracias y buenas noches.

Seguidamente, dio la bendición y se retiró. A las 20:00 horas, la Guardia Suiza que custodiaba el portón del palacio fue relevada, a la vez que se cerraban los postigos, simbolizando de este modo el fin del pontificado.

## Tras su renuncia

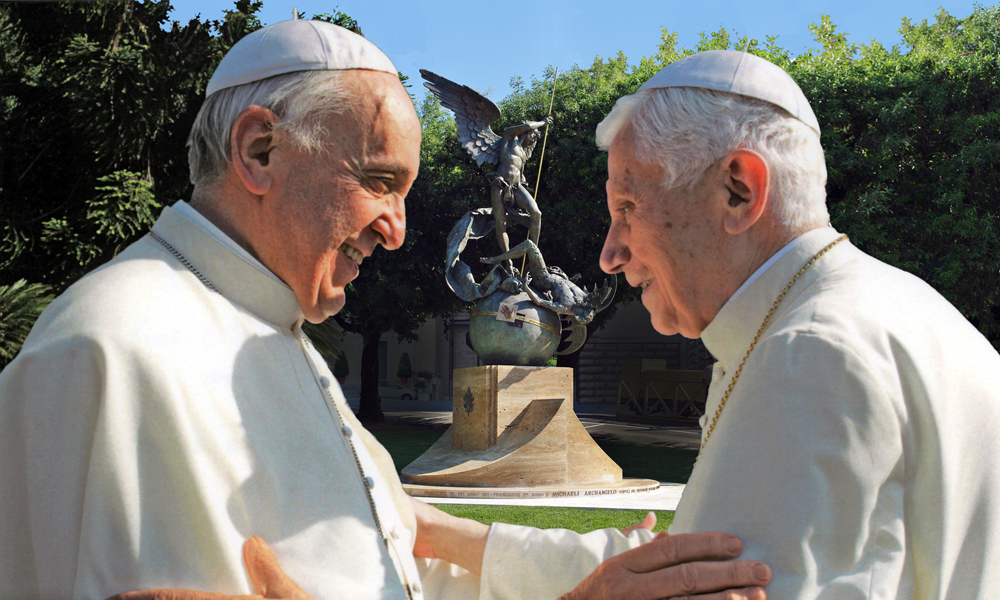
El papa Francisco saluda a Benedicto XVI en julio de 2013.

Durante el tiempo de sede vacante y hasta el 2 de mayo de 2013, Benedicto XVI residió en Castel Gandolfo; luego, ese mismo 2 de mayo, se trasladó al Monasterio Mater Ecclesiae, que se encuentra dentro de los muros del Vaticano. Allí vivió dedicado a la oración y a sus aficiones junto con su secretario privado Georg Gänswein, cuatro laicas consagradas de la comunidad «Memores Domini» (que le ayudaban con las labores domésticas) y un diácono belga. Además hubo disponible una habitación para que se alojara su hermano, Georg Ratzinger, cuando este le visitaba antes de su muerte en 2020.
De este modo Benedicto vivió cerca de su sucesor, el papa Francisco, en la propia Ciudad del Vaticano, siendo esto un acontecimiento único e histórico dentro de la Iglesia católica.

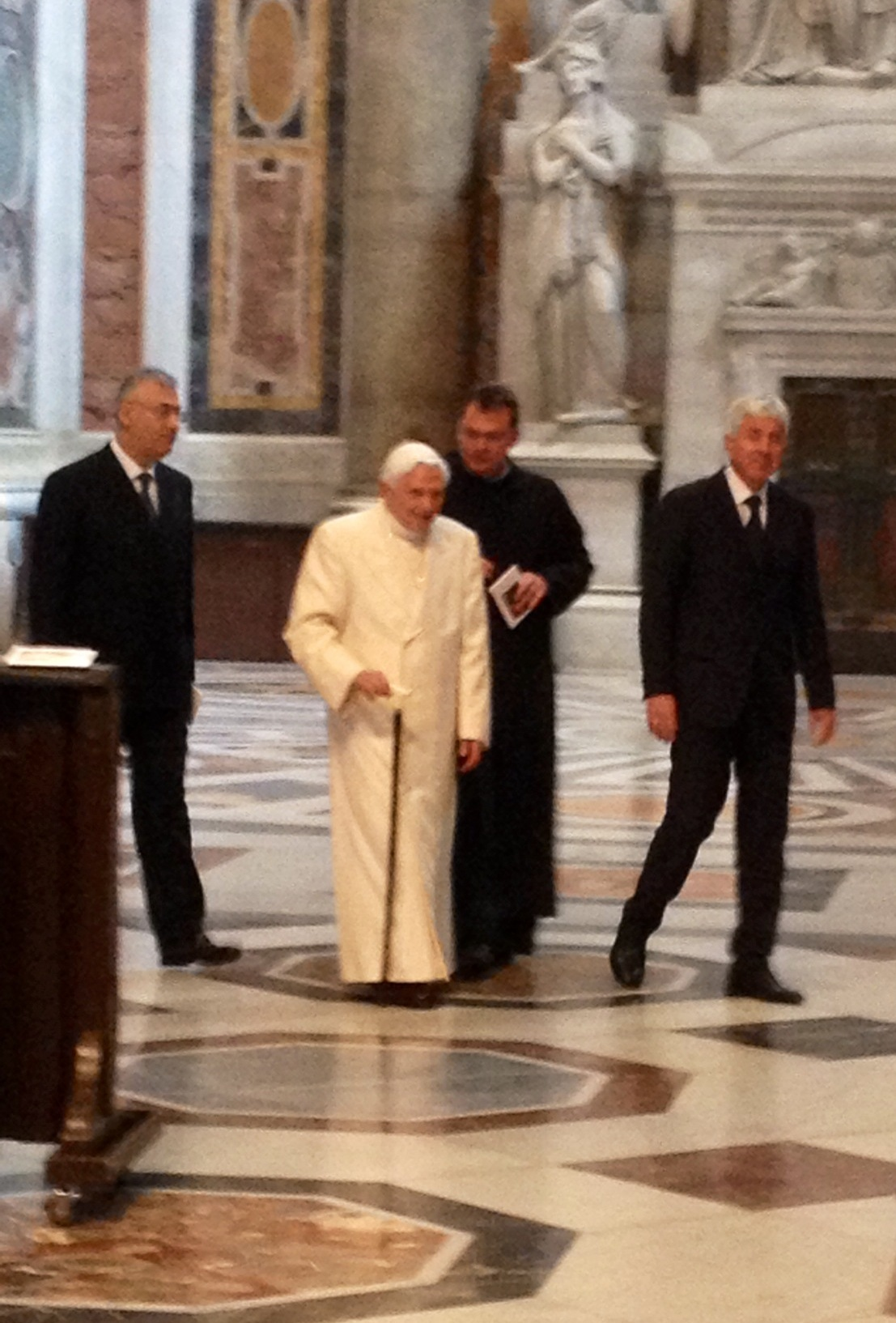
El papa emérito Benedicto XVI durante el primer consistorio ordinario público del papado de Francisco, 22 de enero de 2014.

El hasta entonces papa mantuvo su nombre, Benedicto XVI, y desde su renuncia ostentó el título de papa emérito o pontífice emérito, así como obispo emérito de Roma, con el tratamiento de Su Santidad, según señaló Francesco Coccopalmerio, presidente del Pontificio Consejo para los Textos Legislativos.
Desde su renuncia al papado mantuvo un perfil bajo, con pocas apariciones públicas. En cualquier caso, estas fueron reduciéndose progresivamente a medida que su estado de salud fue deteriorándose.
El papa Francisco lo visitó en repetidas ocasiones durante esos años, y lo invitó a participar en distintos actos y celebraciones litúrgicas. Así, estuvo presente en la canonización de Juan XXIII y Juan Pablo II, o en la beatificación  de Pablo VI. Estuvo, además, en la apertura de la puerta santa en el inicio del Jubileo de la Misericordia. También durante este tiempo recibió visitas de personalidades eclesiales, líderes políticos o algunos de sus alumnos. 

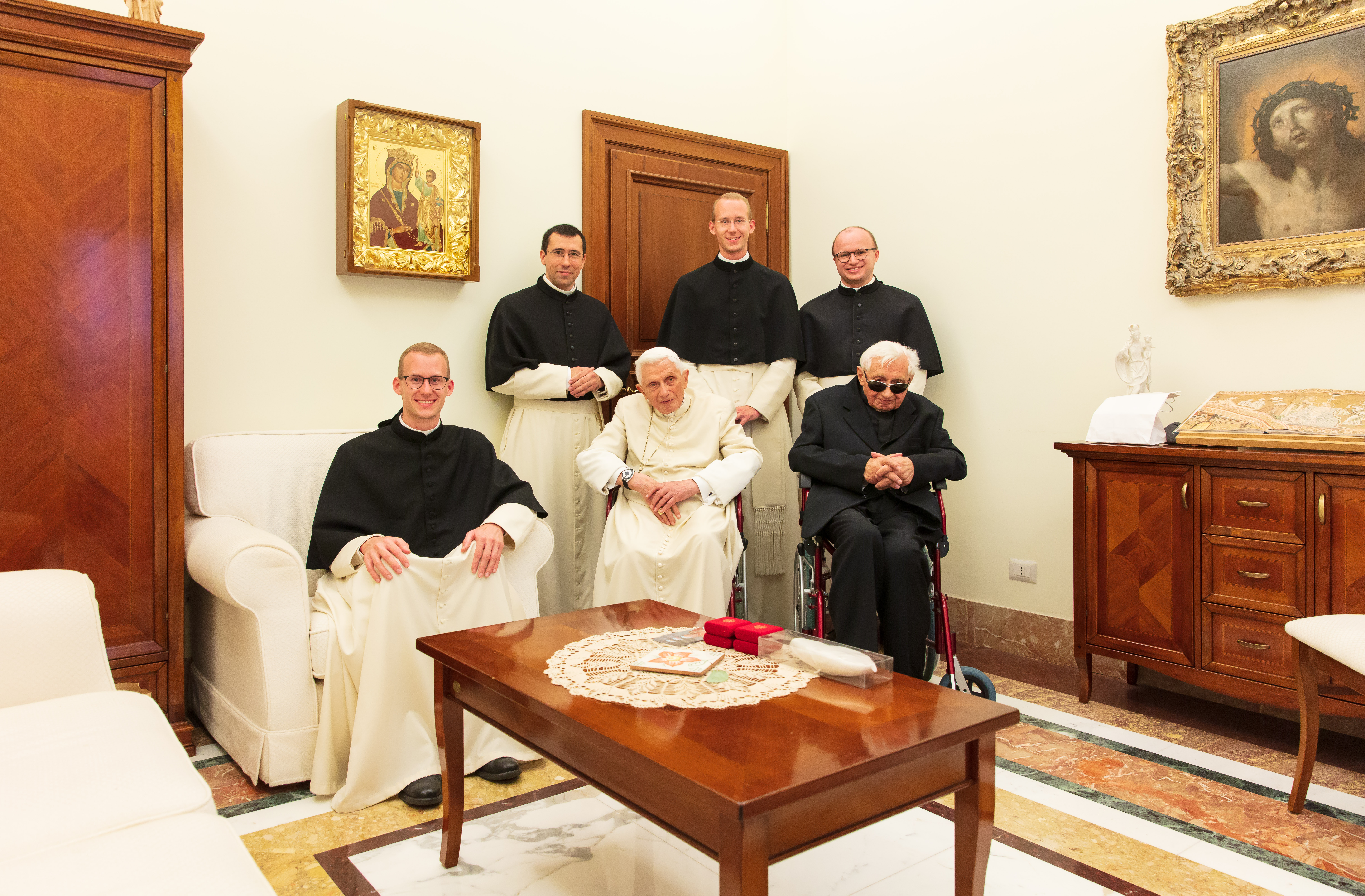
Benedicto XVI (en el centro) con su hermano Georg (sentado a su izquierda) en 2019.

En 2020 realizó un viaje a Ratisbona entre el 18 y el 22 de junio para visitar a su hermano Georg, que se encontraba gravemente enfermo —y que moriría pocos días después—. Este fue el único viaje del papa emérito fuera de Italia y de la Ciudad del Vaticano después de su renuncia al cargo.
El 12 de diciembre de 2022, el cardenal Carlos Osoro, gran canciller de la Universidad Eclesiástica San Dámaso, le concedió la medalla de oro de la Universidad.

## Muerte y funeral

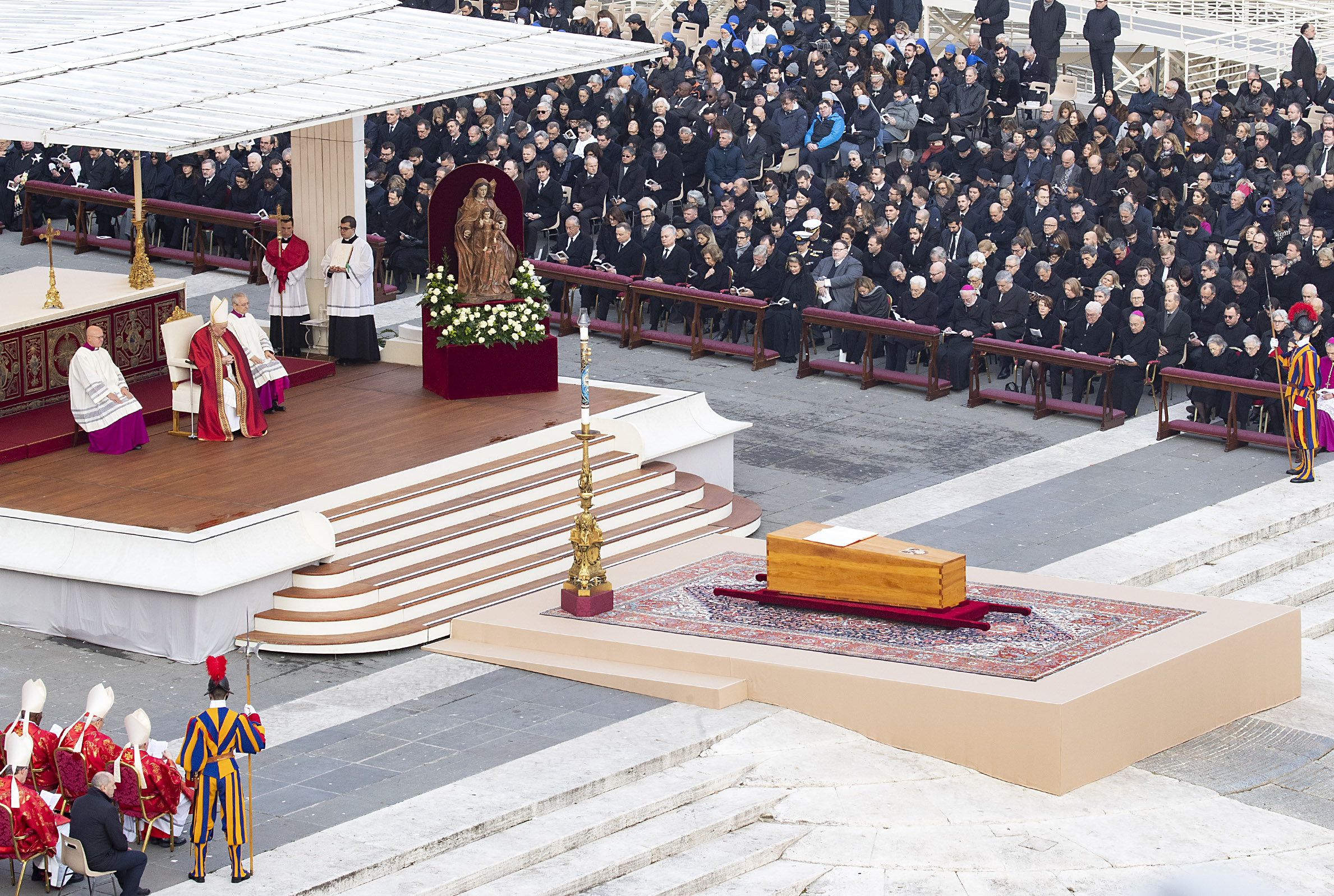
Misa exequial por el papa emérito Benedicto XVI, que se celebró el 5 de enero de 2023 en la plaza de San Pedro y estuvo presidida por el papa Francisco.

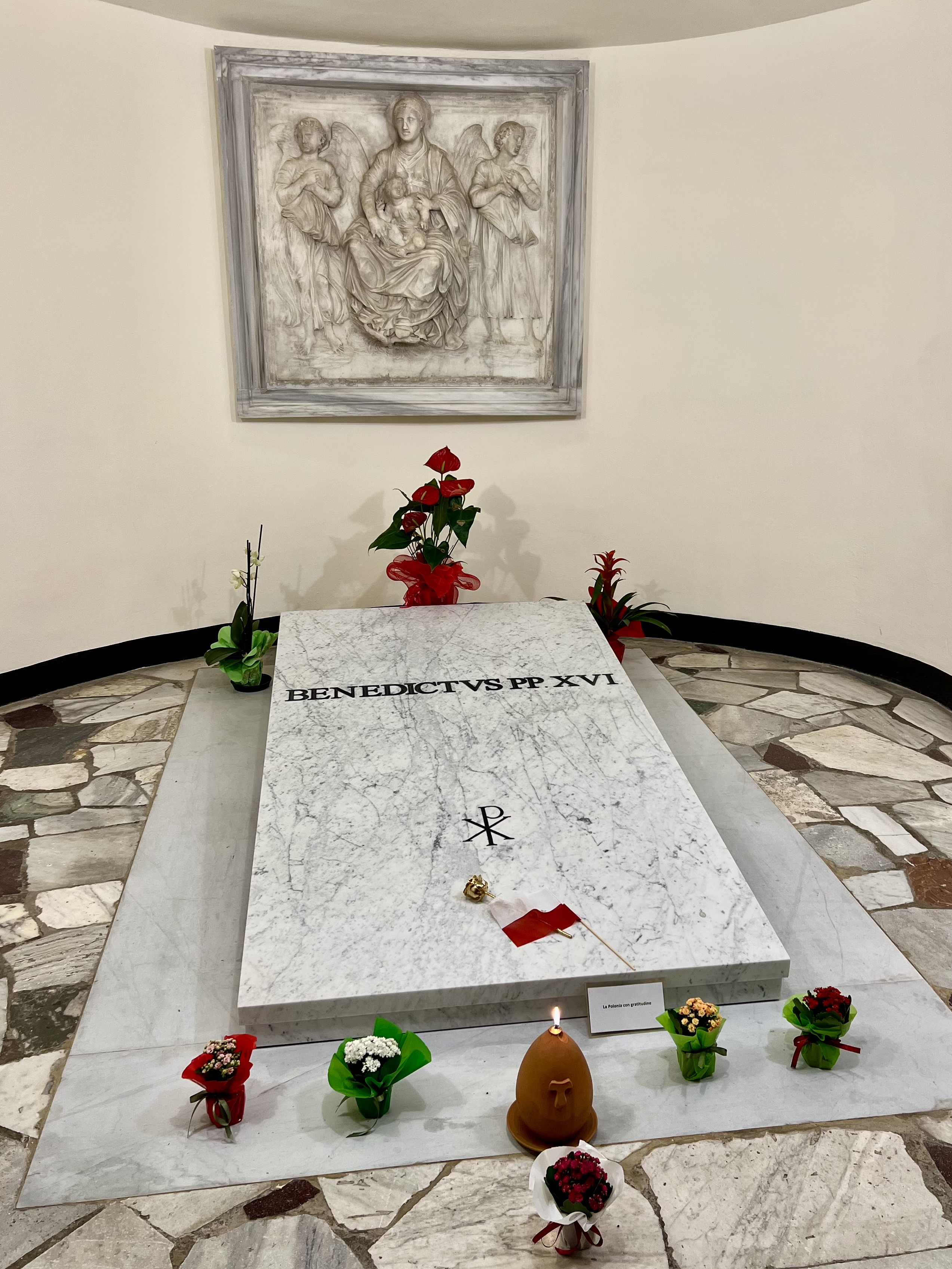
Tumba de Benedicto XVI en las grutas vaticanas.

Tras su renuncia, su estado de salud fue empeorando progresivamente. En los últimos años sufrió de erisipela en la cara, una enfermedad infecciosa que se caracteriza por hinchazón y placas rojizas, que causa mucho picor y dolores agudos. También comenzó a desarrollar problemas respiratorios que para sus últimos meses afectaron a sus cuerdas vocales, impidiéndole hablar.
Días antes de fallecer, y cuando ya era manifiesto el deterioro de su salud, unido a su avanzada edad, el papa Francisco pidió «una oración especial» por el papa emérito.
Falleció el 31 de diciembre de 2022 a las 9:34 horas en la residencia del Monasterio Mater Ecclesiae. Sus últimas palabras fueron «¡Señor, te amo!», pronunciadas durante la noche pocas horas antes de su muerte. Su cuerpo fue colocado en una capilla ardiente que fue abierta al público entre el 2 y 4 de enero de 2023 a la cual acudieron cerca de 200 000 personas. El funeral se llevó a cabo en la mañana del 5 de enero de 2023 bajo una espesa niebla, y estuvo presidido por el papa Francisco. En él participaron 50 000 personas. Después del funeral fue enterrado en las grutas vaticanas en la misma tumba que previamente albergó los cuerpos de Juan XXIII (entre 1963 y 2000) y Juan Pablo II (entre 2005 y 2011).

## Críticas y polémicas
- Ratzinger llevó las riendas de la Congregación para la Doctrina de la Fe, lo que le hizo ganarse críticas de «duro» y «conservador» entre los sectores más progresistas de la Iglesia. Fue polémico su enfrentamiento con su amigo y rival, el teólogo Hans Küng, lo cual incrementó su fama de intransigente, acusación que el propio Küng no comparte.[cita requerida] Ambos eran compañeros de juventud en la Universidad de Tubinga, donde ejercían como profesores de Dogmática y defendían de forma entusiasta las reformas aperturistas del Concilio Vaticano II. Pero tras mayo de 1968, Ratzinger se fue haciendo más conservador y crítico con las posiciones teológicas más liberales y relativistas, mientras Küng radicalizó su pensamiento y fue desarrollando una teología muy crítica con los dogmas (especialmente con el de la infalibilidad papal). En 1979, la Santa Sede suspendió a Küng para oficiar como sacerdote y enseñar teología católica, polémica decisión que los partidarios de Küng atribuyeron a Ratzinger[cita requerida]. Sin embargo, en septiembre de 2005, unos meses después de iniciado su papado, Ratzinger invitó a Küng a su residencia en Castel Gandolfo para departir amistosamente sobre cuestiones teológicas en las que venía trabajando Küng y que interesaban al papa, aunque dejando de lado las viejas polémicas en torno a la dogmática. Küng, desde su ecumenismo, pensaba que Benedicto XVI podría llegar a ser el renovador de la Iglesia que como cardenal no fue[cita requerida].
- En una carta dirigida por el cardenal Ratzinger, entonces prefecto de la Congregación para la Doctrina de la Fe, al cardenal Theodore McCarrick, arzobispo de Washington D. C., y a monseñor Wilton Gregory, presidente de la Conferencia de Obispos Católicos de Estados Unidos,[106] con ocasión de la reunión plenaria de primavera que este organismo, se sostiene una posible disparidad de opiniones entre los católicos hacia la pena de muerte, que contrasta con la posición sobre la eutanasia y el aborto:

Puede haber una legítima diversidad de opinión entre católicos respecto de ir a la guerra y aplicar la pena de muerte, pero no, sin embargo, respecto del aborto y la eutanasia.
Carta de J. Ratzinger, al cardenal Theodore McCarrick, arzobispo de Washington DC

En el párrafo anterior de esa misma carta, se dicen unas palabras importantes para situar esta cita en su contexto: 

Por ejemplo, si un católico discrepara con el Santo Padre sobre la aplicación de la pena de muerte o en la decisión de hacer la guerra, éste no sería considerado por esta razón indigno de presentarse a recibir la Sagrada Comunión. Aunque la Iglesia exhorta a las autoridades civiles a buscar la paz, y no la guerra, y a ejercer discreción y misericordia al castigar a criminales, aún sería lícito tomar las armas para repeler a un agresor o recurrir a la pena capital.

- El 15 de enero de 2008, el Vaticano decidió declinar una invitación hecha al papa para visitar la Universidad de Roma La Sapienza para la ceremonia de inauguración del año académico 2008, que tendría lugar el 17 de enero de 2008. Esto se debió a una serie de protestas por parte de varios profesores y alumnos contra la visita del papa. Un total de 67 profesores (de aproximadamente 4.500) de la universidad redactaron una carta en la que pedían que se anulara el acto, por considerar al papa un «oscurantista y uno que en 1990 decía que el proceso de la Iglesia contra Galileo fue razonable y justo». Según los profesores, en su mayoría físicos, aquellas palabras del papa, por entonces cardenal Joseph Ratzinger, «nos ofenden y nos humillan».[108] Dicha misiva fue firmada posteriormente por otras 700 personas entre profesores y científicos, tanto italianos como no italianos.

La controversia generada por la posible visita del papa había generado un notable clima de tensión ante varios días de protestas de estudiantes, cruce de acusaciones entre la clase académica y la política y después de que un centenar de universitarios ocuparan el rectorado de La Sapienza. Los estudiantes también tenían anunciado una serie de protestas en la universidad al momento en que llegase Benedicto, con tal de interrumpir su acto de presencia. A pesar de esto, las Fuentes del Ministerio de Interior italiano aseguraron que la suspensión de la visita no se debió por motivos por seguridad. Según el rector de la universidad, Renato Guarini, quien hizo la invitación, el Vaticano ya le había advertido con antelación de una posible deserción debido a «la campaña mediática en curso». La cancelación de la visita supuso también controversia ante el «escándalo inaudito». El cardenal Zenon Grocholewski, prefecto de la Congregación para la Educación Católica, desmintió que el papa apoyase el proceso contra Galileo y precisó que Joseph Ratzinger ya en aquel 1990 revisaba junto a Juan Pablo II el caso, que concluyó en 1992 con la cancelación de la condena eclesial. La propia frase a la que hacían referencia los profesores es una citación del filósofo Paul Feyerabend usada por el entonces cardenal Ratzinger, quien en ningún momento se muestra partidario de esta postura e incluso dice que «sería absurdo construir sobre la base de estas afirmaciones una apurada apologética» y que «la fe no crece a partir del resentimiento o del rechazo a la racionalidad».
Si bien Benedicto volvió a ser invitado a la universidad más adelante, este nunca se apersonó al lugar finalmente. Anteriormente también se habían presentado protestas contra la visita que hizo Juan Pablo II a la universidad en 1991, pero no adentro de la institución.
- El 21 de enero de 2009, el papa levantó la excomunión que pesaba sobre los cuatro obispos consagrados por Marcel Lefebvre en 1988 sin el permiso del papado.[115][116] Esto resultó en una polémica ya que uno de los obispos, Richard Williamson, salió al mismo tiempo a hacer unas declaraciones a la televisión sueca en donde profesó públicamente una posición de negacionismo del Holocausto. Esto derivó en que el Gran Rabinato de Israel pospusiera algunas reuniones con el Vaticano.[117] Ante eso, el papa tuvo que explicar los motivos del indulto a los obispos lefebvrianos, además de ofrecer unas palabras de acercamiento hacia los judíos aclarando que el Shoah debe seguir siendo «una advertencia contra todo olvido y negacionismo». Desde el Rabinato agradecieron las palabras del pontífice.[117] El 4 de febrero de 2009, la Secretaría de Estado de la Santa Sede difundió finalmente una nota en la que se afirmaba: «Las posiciones de Monseñor Williamson sobre la Shoah son absolutamente inaceptables y firmemente rechazadas por el Santo Padre (...)».[118]
- En marzo de 2009, mientras volaba de Roma a Camerún para iniciar un viaje apostólico en África (donde viven dos tercios de los enfermos de sida del mundo), el papa comentó que el sida era una tragedia «que no se puede superar mediante la distribución de condones, que incluso agrava los problemas». Dicha declaración le valió críticas por parte de gobiernos, figuras políticas, médicos y grupos de lucha contra el sida.[119][120] Entre otras críticas, se acusó al papa de no comprender la situación real de África.[120]
- En el libro La luz del mundo. El papa, la iglesia y las señales del tiempo, escrito por Peter Seewald y publicado en 2010, Benedicto XVI consideró el uso de preservativos en determinados usos como un primer paso hacia la moralización, en el caso de prostitución de alguien con sida.[121]

... puede ser un primer paso para abrir la vía a una sexualidad más humana, vivida de otro modo.

- El jueves 24 de mayo de 2012, el consejo de vigilancia del Instituto para las Obras de Religión (IOR), conocido como el Banco del Vaticano[nota 8] votó a favor del cese del presidente, Ettori Gotti Tedeschi, un economista de 67 años, por supuestas «irregularidades en su gestión» (el IOR estaba siendo sometido desde hacía casi un año a una investigación judicial por supuesta violación de las normas de blanqueo de capitales). Gotti Tedeschi, tras el voto de desconfianza y un durísimo comunicado,[122] dimitió inmediatamente y declaró: «Prefiero no hablar. Si lo hiciera, solo diría palabras feas. Me debato entre el ansia de explicar la verdad y no querer turbar al Santo Padre con tales explicaciones».[123] Un largo informe de Gotti Tedeschi tras su dimisión, escrito para ser entregado al papa, acabó en manos de la Fiscalía de Roma, al ser descubierto casualmente por la policía de Roma, que investigaba un caso totalmente ajeno.[124]

La expulsión de Ettore Gotti Tedeschi por «irregularidades de su gestión» fue promovida por Benedicto XVI, así como su reemplazo por el barón Ernst von Freyberg: el papa siguió de cerca la totalidad del proceso de selección y elección del nuevo presidente del Consejo Supervisor del Instituto para las Obras de Religión y expresó su completo consentimiento a la decisión de la Comisión cardenalicia.
- Ya como papa emérito, se vio envuelto en especulaciones sobre su relación con el papa Francisco. Surgió un rumor de que había recibido a un grupo de cardenales conservadores preocupados por la posibilidad de que el Sínodo de obispos sobre la familia trajera un posible cambio para los divorciados vueltos a casar. Su secretario personal, Georg Gänswein, desmintió que se haya llevado a cabo tal reunión y negó que haya habido una intervención del papa emérito durante el sínodo.[127] A inicios de 2020 el cardenal Robert Sarah publicó una obra titulada Des profondeurs de nos coeurs (Desde lo profundo de nuestros corazones; editorial Fayard) contra la abolición del celibato firmada por los dos, que fue interpretada como un ataque dirigido contra el papa Francisco en relación con la posibilidad de la ordenación de hombres casados en la Amazonia.[128] Sin embargo, debido a la polémica suscitada, Sarah tuvo que reconocer finalmente que Benedicto XVI no había escrito el libro conjuntamente con él ni sabía de su publicación.[129][130][131] Georg Gänswein atribuyó la situación a un «malentendido» por parte del cardenal Sarah.[132]
- Su gestión en los casos de abusos sexuales de la Iglesia, cada vez más notorios, fue objeto de controversia, siendo criticado por asociaciones de derechos de las víctimas.[133][134] Esta controversia incluye su gestión en los casos de abusos siendo cardenal (arzobispo y después prefecto) y ya como papa de la Iglesia católica. En los últimos años de su mandato como prefecto de la Congregación para la Doctrina de la Fe y ya en su tiempo como papa, participó en la adopción de medidas más duras, como la imposición de requisitos más estrictos de presentación de informes a la Congregación para la Doctrina de la Fe, el aumento de los plazos de prescripción y la expulsión del sacerdocio de numerosos infractores. Entre 2011 y 2012 redujo al estado laical a 400 sacerdotes. Esta cifra aumentó respecto a los 170 que expulsó del sacerdocio entre 2008 y 2009.[135] Benedicto XVI fue también el primer papa en reunirse personalmente con víctimas de abusos: durante su viaje a Estados Unidos en 2008 se reunió con un pequeño grupo de víctimas de abusos para escucharles y alentarles. Durante ese viaje, habló en diversas ocasiones de la situación y las medidas tomadas.[136] Después volvería a reunirse con víctimas de abusos en Australia (2008)[137] y Alemania (2011).[138] La línea de lucha contra los abusos deseada por él ha sido continuada por su sucesor el papa Francisco.[139]

## Vida personal

### Interés por la música clásica
Benedicto era conocido por su profundo interés en la música clásica, y era un pianista consumado.  Su compositor favorito era Mozart, de cuya música dijo: «Su música no es de ninguna manera solo entretenimiento; contiene toda la tragedia de la existencia humana». Benedicto también afirmó que la música de Mozart lo afectó mucho cuando era joven y «penetró profundamente en su alma». Grabó un álbum de música clásica contemporánea en el que canta y recita oraciones a la Santísima Virgen María. El álbum se lanzó el 30 de noviembre de 2009.

### Interés por los gatos
Benedicto XVI también era conocido por su afición a los gatos.

### Uso de redes sociales
En diciembre de 2012, el Vaticano anunció que Benedicto XVI se había unido a la red social Twitter, bajo el nombre de usuario @Pontifex. Su primer tuit lo hizo el 12 de diciembre y fue: «Queridos amigos, me complace ponerme en contacto con ustedes a través de Twitter. Gracias por su generosa respuesta. Los bendigo a todos de corazón». El 28 de febrero de 2013, el día en que renunció, los tuits fueron archivados y en @Pontifex se leía «Sede Vacante». El papa Francisco tomó el control de la cuenta @Pontifex tras su elección.

## En la cultura popular

### Documentales
- Las Llaves del Reino, de Juan Pablo II a Benedicto XVI (producido por el Centro Televisivo Vaticano, distribuido por HDH Communications, 2006).

- Benedicto XVI, en honor a la verdad (Rome Reports, 2018). Documental que analiza la renuncia del papa. Aporta testimonios de personas cercanas a Benedicto.[147]

### Largometrajes
- The Two Popes (2019). Película que se centra en encuentros imaginarios entre el papa y el entonces cardenal Jorge Mario Bergoglio, poco antes de la renuncia del primero; producida por Netflix y dirigida por Fernando Meirelles.[148]

## Distinciones y condecoraciones

### Distinciones honoríficas pontificias
- Soberano Gran Maestre de la Suprema Orden de Cristo.
- Soberano Gran Maestre de la Orden de la Espuela de Oro.
- Soberano Gran Maestre de la Orden de Pío IX.
- Soberano Gran Maestre de la Pontificia Orden Ecuestre de San Gregorio Magno.
- Soberano Gran Maestre de la Orden Ecuestre de San Silvestre Papa y Mártir.

### Condecoraciones italianas
- Caballero Gran Cruz de la Orden al Mérito de la República Italiana ( Italia, 5 de diciembre de 2008).

### Condecoraciones alemanas
- Caballero de la Orden del Mérito de Baviera (Baviera, 1977).
- Gran Cruz al Mérito con Estrella y Cordón de la Orden del Mérito de la República Federal de Alemania ( Alemania, 1985).
- Medalla Constitucional de Baviera (Baviera, 1985).
- Gran Cruz al Mérito de la Orden del Mérito de la República Federal de Alemania ( Alemania, 1994).
- Caballero de la Orden de Maximiliano para las ciencias y las artes (Baviera, 1996).
- Medalla de la Orden de Carlos Valentín (Alemania, 1989).

### Otras condecoraciones extranjeras
- Medalla de la Misión Reconciliadora (Comendador) ( Polonia).
- Caballero Gran Cruz de la Orden Nacional al Mérito ( Ecuador, 1977).
- Gran Condecoración de Honor en Oro con Banda de la Orden al Mérito de la República de Austria ( Austria, 1992).
- Comendador de la Orden de la Legión de Honor ( Francia, 1998).
- Bailío Caballero Gran Cruz de Honor y Devoción de los Cardenales de la Santa Iglesia Romana Soberana Orden Militar y Hospitalaria de San Juan de Jerusalén, de Rodas y de Malta (Orden de Malta, 1999).
- Gran Collar de la Orden Nacional de la Cruz del Sur ( Brasil, 2007).
- Caballero de la Gran Cruz de la Orden del Mérito de la República de Polonia ( Polonia, 2011).
- Gran Cordón de la Orden Nacional del Cedro ( Líbano, 2012).

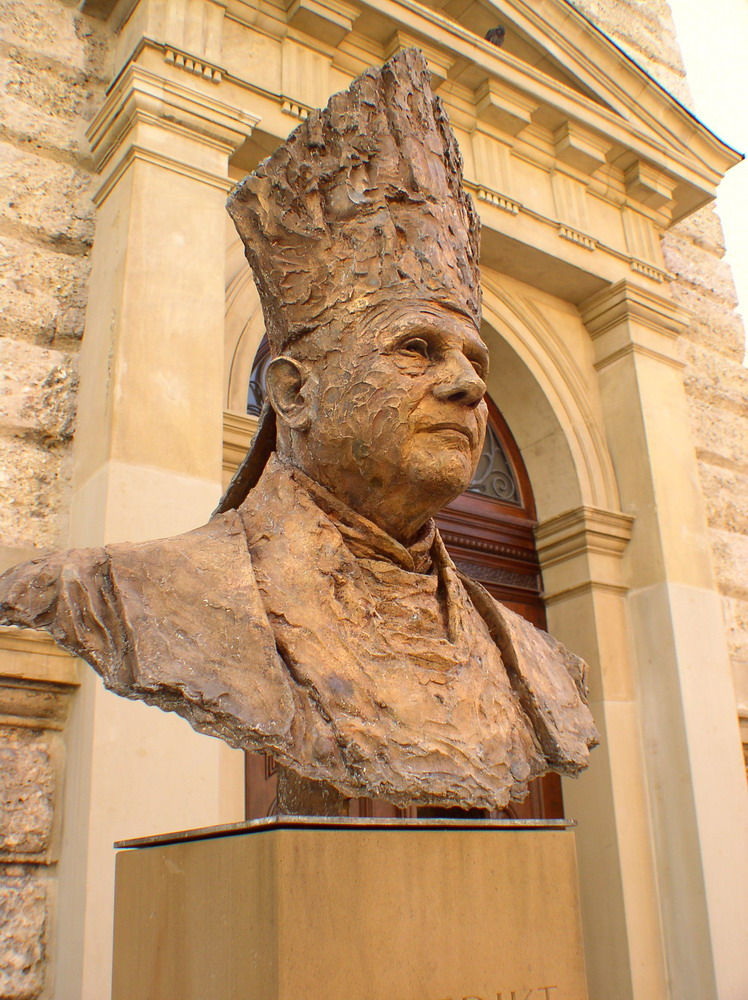
Busto de Benedicto XVI en Traunstein.

### Premios y reconocimientos
- Premio Augustin Bea (Roma, 1989).
- Premio Leopold Kunschak (Viena, 1991).
- Premio Nacional de Cultura Católica (Bassano del Grappa, 1992).
- El 13 de enero de 1992 fue nombrado miembro asociado extranjero de la Academia de Ciencias Morales y Políticas, en sustitución de Andréi Sájarov, Premio Nobel de la Paz, fallecido en 1989.[149]
- El asteroide 8661 Ratzinger recibió su nombre.
- En honor a su pasión por la música, el 8 de diciembre de 2008 se le dedicó el Órgano Pontificio Dom Bedos-Roubo Benedicto XVI, un órgano de tubos situado en la iglesia de San Domenico en Rieti.[150]

### Ciudadanías honorarias
- Ciudadano honorario de Pentling.[151]
- Ciudadano honorario de Marktl.[151]
- Ciudadano honorario de Traunstein.[151]
- Ciudadano honorario de Altötting.[151]
- Ciudadano honorario de Ratisbona.[151][152]
- Ciudadano honorario de Tittmoning.[151]
- Ciudadano honorario de Bressanone.[153]
- Ciudadano honorario de Introd.[154]
- Ciudadano honorario de Frisinga.[155]
- Ciudadano honorario de Romano Canavese.[156]
- Ciudadano honorario de Naz-Sciaves.[157]
- Ciudadano honorario de Arconate.[158]
- Ciudadano honorario de Roana.[159]

## Obras publicadas
Las publicaciones de Joseph Ratzinger alcanzan los 600 títulos, algunos de sus estudios no han sido publicados abiertamente, sino que ha sido dirigido para ciertos gremios, comisiones y documentos eclesiásticos, aquí se muestra una breve selección de su trabajo:
- Ratzinger, Joseph (1997). Mi vida: recuerdos (1927-1977). Encuentro. ISBN 9788474904635.
- Ratzinger, Joseph, La fraternidad cristiana (Die christliche Brüderlichkeit) (Traducción de Jesús Collado). Editorial Taurus, Madrid 1962.
- Ratzinger, Joseph, Introducción al cristianismo. Sígueme, Salamanca, 1969.
- Ratzinger, Joseph, Mirar a Cristo. Ejercicios de fe, esperanza y amor. Edicep, Valencia, 1990.
- Ratzinger, Joseph, Imágenes de la Esperanza. Ediciones Encuentro, 1998.
- Ratzinger, Joseph, Creación y Pecado. Eunsa, Pamplona, 1992.
- Ratzinger, Joseph y Habermas, Jürgen, Entre razón y religión. Dialéctica de la secularización. Fondo de Cultura Económica, México D.F., 2008.
- Ratzinger, Joseph (1995). Ser cristiano en la era neopagana. Ediciones Encuentro. ISBN 9788474903591.
- Ratzinger, Joseph (2006). La sal de la Tierra (9ª edición). Ediciones Palabra. ISBN 9788482399201.
- Ratzinger, Joseph, Un canto nuevo para el señor: la fe en Jesucristo y la liturgia hoy. Sígueme Ediciones, Salamanca, 1999. ISBN 84-301-1329-0.
- Ratzinger, Joseph (2001). El espíritu de la liturgia. Madrid: Ediciones Cristiandad, S.A. ISBN 8470574388.
- Ratzinger, Joseph, Dios y el mundo: creer y vivir en nuestra época. Una conversación con Peter Seewald (Gott und die Welt). Barcelona, Galaxia Gutenberg; Círculo de Lectores (traducción de Rosa Pilar Blanco), 2002. ISBN 84-8109-371-8.
- Ratzinger, Joseph (2004). Caminos de Jesucristo (2ª edición). Ediciones Cristiandad. ISBN 9788470574900.
- Ratzinger, Joseph, Fe, Verdad y Tolerancia: el Cristianismo y las religiones del mundo. Sígueme Ediciones (Traducción de Constantino Ruiz-Garrido), 3.ª edición, Salamanca, 2005. ISBN 84-301-1519-6.
- Ratzinger, Joseph; Messori, Vittorio (2005). Informe sobre la fe. Biblioteca de Autores Cristianos. ISBN 978-84-7914-783-9.
- Benedicto XVI, Dios es amor (Deus caritas est). Biblioteca de autores cristianos. ISBN 84-7914-824-1.
- Ratzinger, Joseph/Benedicto XVI, Jesús de Nazaret. La Esfera de los Libros. Madrid, 2007 ISBN 978-84-9734-636-8.
- Benedicto XVI, Luz del Mundo. El Papa, la Iglesia y los signos de los tiempos. Una conversación con Peter Seewald. Herder, Barcelona, 2010 ISBN 84-254-2756-8.
- Ratzinger, Joseph/Benedicto XVI, Jesús de Nazaret. Desde la entrada en Jerusalén hasta la resurrección. Ediciones Encuentro, 2011. ISBN 978-84-9920-078-1.
- Ratzinger, Joseph/Benedicto XVI,La infancia de Jesús, Planeta 2012.
- Ratzinger, Joseph. Communio. Encuentro. ISBN 978-84-9055-008-3.
- Ratzinger, Joseph. Mis Santos. Encuentro. ISBN 978-84-9920-112-2.
- Ratzinger, Joseph. Yo creo. Encuentro. ISBN 978-84-9920-021-7.
- Ratzinger, Joseph (1977), Escatología, Herder Editorial, Barcelona, ISBN 9788425425196.
- Ratzinger, Joseph (1985), Teoría de los principios teológicos. Materiales para una teología fundamental. Herder Editorial, Barcelona,  ISBN 9788425415111.
- Benedicto XVI, Fe, esperanza, amor. 365 invitaciones a reflexión, José L. Domingo Villar (Traducido por), Herder Editorial, Barcelona, ISBN 9788425429330.
- Benedicto XVI, La bendición de la navidad, Herder Editorial, Barcelona, ISBN 9788425426025.
- Ratzinger, Joseph, El nuevo pueblo de Dios, Herder Editorial, Barcelona, ISBN 9788425405884.
- Ratzinger, Joseph, Servidor de vuestra alegría. Reflexiones sobre la espiritualidad sacerdotal, Herder Editorial, Barcelona, ISBN 9788425424335.
- Ratzinger, Joseph, Teoría de los principios teológicos, Herder Editorial, Barcelona, ISBN 9788425415111.
- Benedicto XVI, El resplandor de Dios en nuestro tiempo. Meditaciones sobre el año liturgico, Roberto H. Bernet (Traducido por), Herder Editorial, Barcelona, ISBN 9788425425882.
- Ratzinger, J. y Rahner, K., Revelación y tradición, Herder Editorial, Barcelona, ISBN 9788425403958.
- Ratzinger, J. y Rahner, K., Episcopado y primado, Herder Editorial, Barcelona, ISBN 9788425405501.
- Joseph Ratzinger y Jorge Mario Bergoglio (Autores), Hacia un ecovangelio. El llamado ecológico de los Papas Benedicto y Franncisco, Libreria Editrice Vaticana (Traducido por), Herder Editorial, Barcelona, ISBN 9788425431357.

## Legado
Como ya se destacó anteriormente, Ratzinger fue un prolífico autor y es considerado como un importante teólogo. Fue una figura influyente en la Iglesia católica durante décadas, del ala conservadora de la misma. Tras su renuncia al pontificado, el secretario general de Naciones Unidas, Ban Ki-Moon, dijo en una entrevista que Benedicto XVI ha contribuido a «superar los desafíos de nuestro tiempo» y ha hecho mucho por el diálogo interreligioso. Tras su muerte, tanto el arzobispo de Canterbury, Justin Welby, como el patriarca de Moscú, Cirilo, expresaron sus condolencias: Welby se refirió a él como «uno de los más grandes teólogos de su época», mientras que Cirilo elogió los esfuerzos conciliadores realizados entre las iglesias católica y ortodoxa rusa durante su pontificado.
Algunos católicos han pedido que se reconozca a Benedicto como Doctor de la Iglesia, y el cardenal Gerhard Müller lo describió como un «verdadero Doctor de la Iglesia para hoy».

### Documentales
- Las llaves del reino, de Juan Pablo II a Benedicto XVI producido por el Centro Televisivo Vaticano, distribuido por HDH Communications, 2006